# 草尾毅
草尾 毅（くさお たけし、1965年11月20日 - ）は、日本の男性声優、歌手、ラジオパーソナリティ。埼玉県所沢市出身。青二プロダクション所属。

## 来歴

### 生い立ち
小学生の頃に職業としての声優を知り、その頃はテレビアニメ『宇宙戦艦ヤマト』から声優ブームで声優が雑誌に出ており、「子供の頃に観ていたテレビ漫画のあのキャラクターは、こんな人が演じていたんだ」と驚いたことがあった。
その後中学時代のクラスメイトが、当時創刊されたばかりのアニメ雑誌を学校に持ってきており、色々教わるうちにアニメに詳しくなった。そのクラスメイトは絵も上手く、授業中に漫画を描き、「漫画ってこう描くのか」と感心して真似したりしており、その経験が声優になりたいと思った原点だったと語る。
県内屈指の進学校に進む（埼玉県立所沢北高等学校）も高校時代はあまり勉強に集中できず、東京大学を友人らと記念受験のつもりで受けるが結果は不合格。そんな折に就職しようか、それとも別の道かを考えるようになり、元々テレビに興味があったこともあり、当初は芸能界入りを考えていた。しかし演技などが素人である自覚があったことから無理を感じていた矢先に、オーディション雑誌などを見て声優養成所を知る。「声だけの演技ならなんとかなるかも」と考え、さらに調べた結果、後に自身が所属することとなる青二プロダクションが経営する青二塾へ入塾し、1年間声優としての基礎を学んだ。青二塾東京校第6期生出身で同期に冬馬由美などがいる。

### キャリア
初仕事は押井守が初めて監督した映画作品『紅い眼鏡/The Red Spectacles』での死体役だった。他に、着ぐるみなどの仕事もしたという。1987年のジュニア時代に『ボスコアドベンチャー』で声優デビュー。オーディションを受けて合格して、劇場版アニメ『AKIRA』の甲斐役に抜擢され、OVA『JUNK BOY』の山崎良平役で初主演を果たす。その時は前代未聞の快挙で、当時の人気声優は劇団出身で演技経験が豊富な人物がほとんどだったため、草尾のような養成所出身者は「演技のエの字も知らないひよっ子」のように思われていた。主役に抜擢されたということで、拍手喝采の気分であったが、事務所に台本を受け取りに行ったところ担当デスクに呼ばれ、「先輩を差し置いて一番最初に名前が書いてあるって、どういうことかわかるよね。しくじったらタダじゃおかないから」と釘を刺され、もう「頑張ります」と言うしかなかったという。
1989年に、テレビアニメ『鎧伝サムライトルーパー』の人気をきっかけに男性主演声優の5人で声優音楽ユニット「NG5」を結成。ピーク時のイベント数は月に15本あり、5人のトルーパー関連CDは70万枚・12億円の売上げを記録する。OVAは予約時点で7万本に達し、音楽ビデオに至ってはオリコンチャート1位を獲得するなどの人気を博した。1990年に同ユニットが解散した後は、ソロのアーティストとしても精力的に活動。声をあてたアニメ関連の曲はもとより、オリジナルの曲も数多い。

### 現在まで
2015年5月20日、同じ事務所に所属する斉藤佑圭と結婚したことを発表した。斉藤との間には2018年と2021年に2児が産まれている。

## 人物・エピソード
周囲からは「下積みもせずに最初から売れて、その後も二枚目の役ばかり演じている」と思われたこともあったが、「実際にはバカにされ、蔑まれ、地の底をはいずるような思いもしながら活動していた」とのことで、それらの経験が何とか形になっているだけだという。テレビの前で視聴者だった頃とは違い、様々なものの見方が変わり、2012年時点でも声優業界で生き残っていられるのは、その時代に「何をしたらいいのか」、「どこを頑張ればいいのか」という経験を積ませてもらったからだと語る。
2001年に行われた陣内智則の単独ライブ「JING」にて、「声優に挑戦」コーナーの講師としてゲスト出演した際には、『ドラゴンボールZ』の映画版フィルムを使用しての生アフレコを披露し、観客からは暖かい拍手を受けた。
1989年に結成された声優音楽ユニット「NG5」は絶大な人気を獲得し、アニメ業界だけでなく、『FNNスーパータイム』『地球発19時』など多くの一般マスコミでも取り上げられるほどだった（詳しくはNG5の項目を参照）。『地球発19時』におけるNG5の特集では、当時23歳だった草尾のそれまでの給料が、月に5万円だったことも語られていた。
30歳を過ぎた頃から、何をやっても満足できなくなってしまい、思うように喋れず、思うように演じられず、どう演じても何か違うような気がするという状態になってしまった。「草尾はどうしたんだろう」と、そのような気持ちを製作スタッフたちも感じるようになり、仕事もどんどん減っていった。すべてのことが八方ふさがりで、10年くらいどうしたらいいのかわからない状態が続いていた。40歳くらいになり、「もうこれだけ悩んだんだから、いいか」のように振り切れ、その後は少し光が見えてきた感じだったという。
草尾のライブも観覧するなど、NG5時代からの飲み友達でもあった林原めぐみがラジオパーソナリティを務めるラジオ番組『林原めぐみのHeartful Station』で1994年にゲスト出演した際には、「昔、隣の家の犬の『ジロー』に握りっ屁をした」と林原が話し、面白がった草尾が「『めぐタンのジローに握りっ屁』のコーナーへお便り下さい!!」と言ったところ、後日、本当に握りっ屁宛ての便りが大量に届き、仕方なく月替わりのネタコーナー『めぐタンの「ジローに握りっ屁」』が誕生、レギュラー化されたという逸話がある。ジングルのタイトルコールは草尾による林原の物真似と、林原自身によるものが不定期で交互に使われた。
演じるうえでの転機になったのは『NG騎士ラムネ&40』のラムネスこと馬場ラムネ役だが、当時の草尾は20代中盤で小学4年生。かなり考えて演技を作っていったが、ファンからは好意的に受け止められたという。『NG騎士ラムネ&40』で共演した矢尾一樹と一緒に仕事をすると、担当キャラクターの性格にかかわらず熱血モードになるという。また打ち上げの席で先輩声優の肝付兼太からは「毎週若いエネルギーをぶつけているのを見て非常に気持ちよかった。でも毎週あんなふうに叫んでいたら、きっと寿命も縮まったでしょう」と言われたことが忘れられないとのこと。続編の『VS騎士ラムネ&40炎』の3代目ラムネスである馬場ラムネード役は当初、新しく声優を決めようとオーディションを行ったが、「草尾毅以上にラムネスの声ができる人はいない」という理由から、続投した。
『SLAM DUNK』の桜木花道の声を現在でも出せるのか不安になることもあり、声を演じる度にドキドキし、昔のゲームを見つけてプレイした際には「当時の俺の声若い!!」と改めて実感したという。自身にはこれまでになかった役であることと、アフレコが午前10時からのスタートだったことも重なり、毎回あのテンションの声を演じるにあたっては相当苦労していたという。2008年4月8日放送の『笑っていいとも!』で、花道の声を披露した。なお、「花道をやると、3回に1回は体を壊していた」という噂については否定している。
ラジオで自身のことを深く打ち明けることが少ないが、その理由を『CLUB ココ&ナッツ』最終回を良い機会として語り、その原因と決着を付けてきたという報告も行った。
高校時代は学級委員もしていた。
趣味はスノーボード、水泳。

### 役柄・特色
熱血系の主人公、美形な青年役を中心に演じているが、『ケロロ軍曹』のドロロ兵長、『Yes!プリキュア5』のココ / 小々田コージなど、癖のあるマスコット的なキャラクターをもこなすなど演技の幅は広い。
吹き替え作品では、初期のレオナルド・ディカプリオを持ち役にしており、ディカプリオの代表作である『タイタニック』は劇場公開よりも前に作られたとされている機内上映版でジャック・ドーソンを演じた。これについて草尾は「あの『タイタニック』を日本で初めて吹き替えたのは僕だ」と自負しているという。しかし、草尾自身もいまだに機内版の音源で本編を鑑賞出来ておらず「なんとか入手できないか」と捜索中であり、鑑賞を熱望していると語った。

### ドラゴンボール関連
新人時代とある録音スタジオに居た時、置かれていた『週刊少年ジャンプ』を見つけ、ちょうどその回がトランクスの初登場シーンだったため、当時冗談半分で「このトランクスは俺がやる!!」とマネージャーに話したことがあった。後に本当に役をもらった時は、大変喜んだという。トランクスの演技について草尾は「たまにセリフ回しと掛け声を父親のベジータ役の堀川さんに似せてみようと思って演じている」と語っている。
アメリカ・ノースカロライナ州で行われた「アニメいずめんと2007」ではゲストとして招かれ、アメリカの孫悟天役の声優とフュージョンの掛け声を一緒に披露した。その際、「クリスピー・クリーム・ドーナツ」新宿店で一時間半も行列に並んだ草尾の話を切っ掛けに、偶然にも近くにあった一号店の場所を現地のスタッフから教わることとなり、スタッフ、女性声優陣（ゆきのさつき、井上喜久子ら）と合わさって、2台の車に分乗し10人以上で買いに行った。
『ドラゴンボール』シリーズの収録現場は、スタッフを含めキャスト陣の雰囲気が非常になごやかで和気藹々としていたそうである。悟空、悟飯、悟天役の野沢雅子とゴテンクスの場面を録る際は、セリフの息を合わせるのに大変苦労し、「野沢さんが僕に合わせてくれていたのかもしれない」と話し、また当初幼少期のトランクスを演じることに対して不安を抱いていたが、悟空、悟飯、悟天と3役の声を演じる野沢の演技がとても勉強になった」と語っている。
『ドラゴンボール超』では23年ぶりに未来トランクスが登場し、「再び未来のトランクスを演じるなんて、1ミリも思っていなかったので、まさに青天の霹靂でしたね」と述べている。

## 出演
太字はメインキャラクター。

### 劇場アニメ
1988年
- AKIRA（甲斐）
- ビックリマン 第一次聖魔大戦（くさび打王）
- ビックリマン 無縁ゾーンの秘宝（牛若神帝）

1989年
- 悪魔くん（キリヒト）
- 聖闘士星矢 最終聖戦の戦士たち（船員達）
- 変幻退魔夜行 カルラ舞う! 奈良怨霊絵巻（田村）

1990年
- 機動戦士ガンダムF91（ドレル・ロナ）

1992年
- ドラゴンボールZ 極限バトル!!三大超サイヤ人（トランクス）

1993年
- 蒼い記憶 満蒙開拓と少年たち（吉崎健次）
- ドラゴンボールZ 燃えつきろ!!熱戦・烈戦・超激戦（トランクス）
- ドラゴンボールZ 銀河ギリギリ!!ぶっちぎりの凄い奴（トランクス）

1994年
- Jリーグを100倍楽しく見る方法!!（中山雅史）
- スラムダンク（桜木花道）
- スラムダンク 全国制覇だ! 桜木花道（桜木花道）
- ドラゴンボールZ 危険なふたり!超戦士はねむれない（トランクス）
- ドラゴンボールZ 超戦士撃破!!勝つのはオレだ（トランクス）

1995年
- スラムダンク 湘北最大の危機! 燃えろ桜木花道（桜木花道）
- スラムダンク 吠えろバスケットマン魂!! 花道と流川の熱き夏（桜木花道）
- ドラゴンボールZ 復活のフュージョン!!悟空とベジータ（トランクス）
- ドラゴンボールZ 龍拳爆発!!悟空がやらねば誰がやる（トランクス）

1999年
- 少女革命ウテナ アドゥレセンス黙示録（西園寺莢一）

2000年
- ONE PIECE（ウーナン〈少年〉）

2004年
- 犬夜叉 紅蓮の蓬莱島（獣羅）

2005年
- 映画 ふたりはプリキュア Max Heart 2 雪空のともだち（フリーズン）
- ONE PIECE THE MOVIE オマツリ男爵と秘密の島（ムチゴロウ）

2006年
- 超劇場版ケロロ軍曹（ドロロ兵長）
- まじめにふまじめ かいけつゾロリ なぞのお宝大さくせん（ドロロ兵長）

2007年
- 映画 Yes!プリキュア5 鏡の国のミラクル大冒険!（ココ）
- 超劇場版ケロロ軍曹2 深海のプリンセスであります!（ドロロ兵長）
- ちびケロ ケロボールの秘密!?（ゼロロ）
- ONE PIECE エピソードオブアラバスタ 砂漠の王女と海賊たち（コーザ、ハグワール・D・サウロ）

2008年
- 映画 Yes!プリキュア5GoGo! お菓子の国のハッピーバースディ♪（ココ）
- 超劇場版ケロロ軍曹3 ケロロ対ケロロ天空大決戦であります!（ドロロ兵長）
- 武者ケロ お披露目!戦国ラン星大バトル!!（ドロロ頭領）

2009年
- 映画 プリキュアオールスターズDX みんなともだちっ☆奇跡の全員大集合!（ココ）
- 超劇場版ケロロ軍曹 撃侵ドラゴンウォリアーズであります!（ドロロ兵長 / ドロロドラゴン）
- ケロロ 出発だよ!全員集合!!（ドロロ兵長）

2010年
- 映画 プリキュアオールスターズDX2 希望の光☆レインボージュエルを守れ!（ココ）
- 超劇場版ケロロ軍曹 誕生!究極ケロロ 奇跡の時空島であります!!（ドロロ兵長）

2011年
- 映画 プリキュアオールスターズDX3 未来にとどけ! 世界をつなぐ☆虹色の花（ココ）
- 名探偵コナン 沈黙の15分（笹本刑事）
- ONE PIECE 3D 麦わらチェイス（将校）

2013年
- SHORT PEACE 『九十九』（蛇の目蛙）
- ドラゴンボールZ 神と神（トランクス）

2015年
- ドラゴンボールZ 復活の「F」（トランクス）

2018年
- ドラゴンボール超 ブロリー（トランクス）

2021年
- 映画 ヒーリングっど♥プリキュア ゆめのまちでキュン!っとGoGo!大変身!!（ココ）

2022年
- ドラゴンボール超 スーパーヒーロー（トランクス）
- ジュエルペット あたっくとらべる!（ツアーコンダクター）

2024年
- 範馬刃牙VSケンガンアシュラ（ピクル）

2025年
- 名探偵コナン 隻眼の残像（安室透〈降谷零〉 / バーボン）

### OVA
1987年
- 湘南爆走族III 10オンスの絆（中学生）

1988年
- 悪魔の花嫁 蘭の組曲（久松）
- ザナドゥ ドラゴンスレイヤー伝説（少尉）
- JUNK BOY（山崎良平）
- ハーバーライト物語（少年）
- マドンナ 〜炎のティーチャー〜（猫渡）

1989年
- イース（アドル・クリスティン）
- 強殖装甲ガイバー（深町晶）
- 銀河英雄伝説（ハズキ）
- 新キャプテン翼（ディアス）
- 聖獣機サイガード -CYBERNETICS・GUARDIAN-（ジョン・ストーカー）
- BE-BOY KIDNAPP'N IDOL（工藤秋彦）
- メガゾーン23 PartIII イヴの目覚め：解放の日（エイジ・タカナカ）
- 鎧伝サムライトルーパー 外伝（真田遼 / 烈火のリョウ）
- 鎧伝サムライトルーパー 輝煌帝伝説（真田遼 / 烈火のリョウ）

1990年
- 戦国武将列伝 爆風童子ヒッサツマン（ヒッサツマン）
- 風魔の小次郎（雄皇）
- 戦え!エクスカイザー!カイザースのすべて（グリーンレイカー）
- 藤子・F・不二雄SF短編シアター 宇宙船製造法（小山）
- ロードス島戦記（1990年 - 1991年、パーン）

1991年
- NG騎士ラムネ&40 EX ビクビクトライアングル 愛の嵐大作戦（ラムネ）
- TYLOR THE IRRESPONSIBLE CAPTAIN（ムサシ・カトウ）
- 鎧伝サムライトルーパー MESSAGE（真田遼 / 烈火のリョウ）

1992年
- 愛物語 9 LOVE STORIES（淳）
- イース 天空の神殿 〜アドル・クリスティンの冒険〜（アドル・クリスティン）
- 強殖装甲ガイバー ACT II（深町晶）
- 超時空要塞マクロスII -LOVERS AGAIN-（マッシュ）
- 電影少女 -VIDEO GIRL AI-（弄内洋太）
- 破妖の剣（乱華）
- バビル2世（バビル2世）
- 星くずパラダイス（宝生ひろし）

1993年
- NG騎士ラムネ&40 DX ワクワク時空 炎の大捜査戦（ラムネス）
- SINGLES（立花大地）
- キャシャーン（キャシャーン）
- ドラゴンボールZ外伝 サイヤ人絶滅計画（トランクス）
- FIGHT!!（日座陽之介）

1994年
- 鬼切丸（1994年 - 1995年、鬼切丸）
- ぷっつんメイクラブ（男子）
- らんま1/2 SPECIAL よみがえる記憶（真之介）

1995年
- ウダウダやってるヒマはねェ!（島田亜輝）

1997年
- ある日のCLAMP学園探偵団（秋海洞威）
- VS騎士ラムネ&40FRESH（4代目ラムネス〈ラムファード・オリシス〉、伝説の騎士）

1998年
- 快傑蒸気探偵団 先行編ビデオ（ル・ブレッド）
- 卒業M-オレ達のカーニバル-（草薙瑞穂）

2002年
- 聖闘士星矢 冥王ハーデス十二宮編（シュラ、ミルズ）

2003年
- 機動新撰組 萌えよ剣（田中右近）
- グローランサーIV（ライロス）
- モンスターハンター日誌G（アレックス）

2004年
- テイルズ オブ ファンタジア THE ANIMATION（クレス・アルベイン）

2005年
- アドニス（ソーマ）

2007年
- 幻想魔伝 最遊記 -希望の罪過-（紅孩児）
- 聖闘士星矢 冥王ハーデス冥界編 後章（シュラ）

2008年
- 聖闘士星矢 冥王ハーデスエリシオン編（シュラ）
- ドラゴンボール オッス!帰ってきた孫悟空と仲間たち!!（トランクス）

2010年
- DRAGON BALL 超サイヤ人絶滅計画（トランクス）

2016年
- TRICKSTER -江戸川乱歩「少年探偵団」より-（チェイス）

2018年
- 宇宙戦艦ヤマト2202 愛の戦士たち（マティウス・デスラー）

### Webアニメ
- 埼玉県在住、フジヤマオサム、33歳、無職（ニート）。 〜フジログ入門編〜（2011年、フジヤマオサム）
- 聖闘士星矢 黄金魂 -soul of gold-（2015年、山羊座 シュラ[109]）
- スーパードラゴンボールヒーローズ プロモーションアニメ（2018年 - 2023年、トランクス、トランクス：ゼノ）
- 聖闘士星矢: Knights of the Zodiac（2019年、那智）
- 無限の住人-IMMORTAL-（2020年、綾目歩蘭人）
- 範馬刃牙（2023年、ピクル[110]）
- スーパードラゴンボールヒーローズ プロモーションCGムービー（2023年 - 2024年、トランクス、トランクス：ゼノ）

### ゲーム
1989年
- BURAI（ザン・ハヤテ）

1992年
- サークI・II（ラトク・カート）
- ロードス島戦記（パーン）

1993年
- セガソニック コスモファイター（ソニック）
- セガソニック・ザ・ヘッジホッグ（ソニック）
- ドラゴンボールシリーズ（1993年 - 2022年、トランクス / ゴテンクス / ゴハンクス / ベジークス、ウパ） - 30作品

1994年
- サークIII（ラトク・カート）
- テレビアニメ スラムダンク 四強激突!!（桜木花道）
- バトルファンタジー（ナレーション、コルディ、コボルト）
- モンスターメーカー 闇の竜騎士（タムローン）
- ロードス島戦記 英雄戦争（パーン）
- ロードス島戦記2（パーン）

1995年
- スーパースラムズ -FROM TV ANIMATION SLAM DUNK-（桜木花道）
- スラムダンク アイラブバスケットボール（桜木花道）
- デア ラングリッサー（エルウィン）
- テイルズ オブ ファンタジア（クレス・アルベイン、チェスター・バークライト）※スーパーファミコン版
- テレビアニメ スラムダンク2 IH予選完全版!!（桜木花道）

1996年
- 三國志孔明伝（趙雲、魏延、張苞）
- だい好キッス（マサト）
- ドラゴンボールZ HYPER DIMENSION（ゴテンクス）
- ドラゴンボールZ 偉大なるドラゴンボール伝説（トランクス / ゴテンクス）

1997年
- ドラゴンボール FINAL BOUT（トランクス）
- ラングリッサーI&II（エルウィン）

1998年
- アバラバーン（ブラッド）
- GUILTY GEARシリーズ（1998年 - 2021年、カイ＝キスク、ロボカイ〈X・XX〉） - 12作品
- 金田一少年の事件簿 星見島 悲しみの復讐鬼（金田一一）
- クロス探偵物語（黒須剣）
- 少女革命ウテナ 〜いつか革命される物語〜（西園寺莢一）
- スピリチュアルソウル2　蒼き瞳の精霊使い（炎の精霊使いナッシュ）
- 卒業M 〜生徒会長の華麗なる陰謀〜（草薙瑞穂）
- テイルズ オブ ファンタジア（クレス・アルベイン、フェンビースト）※PS版
- 電撃コンストラクション落ちゲーやろうぜ!（ポリタン）
- ラングリッサー ドラマティックエディション（エルウィン）

1999年
- ラクガキショータイム（ジョンカリバ）
- SDガンダム GGENERATION（1999年 - 2012年、ダリー・ニエル・ガンズ、ドレル・ロナ、ビリー・ブレイズ〈ZERO・PORTABLE・SPIRITS・WARS〉、アキラ・ホンゴウ） - 9作品
- スーパーロボット大戦コンプリートボックス（ヴィガジ、ドレル・ロナ、兵士）

2000年
- WIN BACK（スティーブン・リーガル）
- サンライズ英雄譚R（烈火のリョウ）
- スーパーロボット大戦α（ドレル・ロナ、強化兵）
- スーパーロボット大戦EX（兵士）
- ベルベットファイル
- ロックマンDASH2 エピソード2 大いなる遺産（ガガ）

2001年
- Oni 完全日本語版（ムロ）
- 決戦II（趙雲、張興）
- サモンナイト2（シャムロック）
- サンライズ英雄譚2（烈火のリョウ）
- スーパーロボット大戦α for Dreamcast（ドレル・ロナ）

2002年
- アカギ〜闇に降り立った天才〜（アカギ / 赤木しげる）
- Card of Destiny 光と闇の統合者（サージェス・アルグレーン）
- 機動新撰組 萌えよ剣（田中右近）
- テイルズ オブ ザ ワールド なりきりダンジョン2
- テイルズ オブ ファンダム Vol.1（クレス・アルベイン）

2003年
- SUNRISE WORLD WAR Fromサンライズ英雄譚（烈火のリョウ）
- 第2次スーパーロボット大戦α（ドレル・ロナ）
- D・N・ANGEL TV Animation Series 〜紅の翼〜（クラッド）

2004年
- アドバンスガーディアンヒーローズ（ディラン）
- ケロロ軍曹 メロメロバトルロイヤル（ドロロ兵長）
- 戦国無双（真田幸村） - 2作品
- どろろ（多宝丸）

2005年
- 犬夜叉 奥義乱舞（蛮骨）
- 激・戦国無双（真田幸村）
- ケロロ軍曹 メロメロバトルロイヤルZ（ドロロ兵長）
- 聖闘士星矢 聖域十二宮編（シュラ）
- 超ドラゴンボールZ（トランクス）
- ドラゴンボールZ Sparking!（2005年 - 2024年、トランクス / ゴテンクス） - 4作品
- テイルズ オブ ザ ワールド なりきりダンジョン3
- メックアサルト2 ローンウルフ

2006年
- キャプテン翼（ディアス）※PlayStation 2版
- 自律機動戦車イヅナ（朝倉総一郎）
- スパルタン 〜古代ギリシャ英雄伝〜（セイヤヌス）
- 戦国無双2（真田幸村、モブ） - 3作品
- 超劇場版ケロロ軍曹 演習だヨ!全員集合（ドロロ兵長）
- テイルズ オブ ファンタジア -フルボイスエディション-（クレス・アルベイン）
- バトルスタジアムD.O.N（トランクス）
- ひめひび -Princess Days-（直村琉耶）

2007年
- ケロロ軍曹 演習だヨ!全員集合パート2（ドロロ兵長）
- シャイニング・ウィンド（ジード / レオン）
- シャイニング・フォース イクサ（ゼナス）
- スーパーロボット大戦OG ORIGINAL GENERATIONS（ヴィガジ）
- スーパーロボット大戦OG外伝（ヴィガジ）
- すもももももも〜地上最強のヨメ〜 継承しましょ!? 恋の花ムコ争奪戦!!（虎金井天下）
- 聖闘士星矢 冥王ハーデス十二宮編（シュラ）
- 戦国無双KATANA（真田幸村）
- テイルズ オブ ファンダム Vol.2（クレス・アルベイン）
- BLADESTORM 百年戦争（ハル）
- 無双OROCHI（真田幸村）

2008年
- コードギアス 反逆のルルーシュ LOST COLORS（マオ）
- ソラユメ（御剣暁）
- 超劇場版ケロロ軍曹3 天空大冒険であります!（ドロロ兵長）
- ひめひび -Princess Days- ぽーたぶる（直村琉耶）
- 無双OROCHI 魔王再臨（真田幸村）

2009年
- スーパーロボット大戦NEO（勇者ラムネス〈馬場ラムネ〉）
- 戦国無双3（真田幸村、モブ） - 4作品
- ソラユメ portable（御剣暁）
- 超劇場版ケロロ軍曹 撃侵ドラゴンウォリアーズであります!（ドロロ兵長）
- テイルズ オブ ザ ワールド レディアント マイソロジー2（クレス・アルベイン）
- テイルズ オブ バーサス（クレス・アルベイン）
- VitaminZ（上條元親）
- ひめひび -New Princess Days!!- 続!二学期（直村琉耶）
- 無双OROCHI Z（真田幸村）

2010年
- アークサイン（カイト・モリヤ、男性英雄）
- イースvs.空の軌跡 オルタナティブ・サーガ（アドル・クリスティン）
- ケロロRPG 騎士と武者と伝説の海賊（ドロロ兵長）
- TAKUYO Mix Box 〜ファーストアニバーサリー〜（御剣暁）
- テイルズ オブ ファンタジア なりきりダンジョンX（クレス・アルベイン）
- デジモンクロスウォーズ 超デジカ大戦（蒼沼キリハ、バグラモン）
- ときめきメモリアル Girl's Side 3rd Story（藍沢秋吾）
- ドラゴンボール レイジングブラスト2（トランクス、ゴテンクス）
- VitaminZ Revolution（上條元親）
- ひめひび -New Princess Days!!- 続!二学期 ぽーたぶる（直村琉耶）
- メタルファイト ベイブレード 爆神スサノオ襲来!（毒島）
- メタルファイト ベイブレード ポータブル 超絶転生! バルカンホルセウス（毒島）
- メタルファイト ベイブレード 頂上決戦!ビッグバン・ブレーダーズ（毒島）

2011年
- ガチンコヒーローズ（スライ）
- スライ・クーパー コレクション（スライ・クーパー）
- 聖闘士星矢戦記（シュラ）
- 戦国無双 Chronicle（真田幸村）
- テイルズ オブ ザ ワールド レディアント マイソロジー3（クレス・アルベイン、ヒーローボイス）
- FabStyle（ジョージ・ロジャーズ）
- 無双OROCHI 2（2011年 - 2013年、真田幸村） - 4作品
- ドラゴンボール改 アルティメット武闘伝（トランクス、ゴテンクス）

2012年
- 12時の鐘とシンデレラ〜Halloween Wedding〜（レイナルド＝ハロウィン）
- 真・三國無双 VS（真田幸村）
- 戦国無双 Chronicle 2nd（真田幸村）
- テイルズ オブ ザ ヒーローズ ツインブレイヴ（クレス・アルベイン）
- Dragon Age II（アリスター）
- ヒーローズファンタジア（ドロロ兵長）
- 真剣で私に恋しなさい!!R（島津岳人）
- ワンピース ROMANCE DAWN 冒険の夜明け（ハグワール・D・サウロ）

2013年
- スーパーロボット大戦Operation Extend（勇者ラムネス〈馬場ラムネ〉、ドロロ兵長）
- 聖闘士星矢 ブレイブ・ソルジャーズ（シュラ）
- Double Score 〜Cattleya×Narcissus〜（佐野郁哉）
- Double Score 〜Cosmos×Camellia〜（佐野郁哉）
- VitaminZ Graduation（上條元親）
- プレイステーション オールスター・バトルロイヤル（スライ）
- 0時の鐘とシンデレラ〜Halloween Wedding〜（レイナルド＝ハロウィン）

2014年
- 三国志英歌
- 戦国無双 Chronicle 3（真田幸村）
- 戦国無双4（真田幸村）
- 爽海バッカニアーズ!（サディアス＝キースリー）
- Double Score 〜Marguerite×Tulip〜（佐野郁哉）
- テイルズ オブ アスタリア（クレス・アルベイン）
- テイルズ オブ ザ ワールド レーヴ ユナイティア（クレス・アルベイン）

2015年
- 白猫プロジェクト（ダイオウグソクムシマン）
- スーパーロボット大戦BX（ジスペル）
- 聖闘士星矢 ソルジャーズ・ソウル（シュラ）
- 戦国無双4-II（真田幸村）
- 戦国無双4 Empires（真田幸村）
- ドラゴンボールZ 超究極武闘伝（トランクス、ゴテンクス、マイティマスク）
- ファンタシースターオンライン2（男性共通カイボイス）

2016年
- 戦国無双 〜真田丸〜（真田幸村〈壮年期〉）
- ドラゴンボール ゼノバース2（トランクス、ゴテンクス）
- ドラゴンボールフュージョンズ（トランクス、ゴテンクス）

2017年
- 無双☆スターズ（真田幸村）
- テイルズ オブ ザ レイズ（2017年 - 2023年、クレス、戦槍クレス、カイ＝キスク、ドロロ兵長）

2018年
- ヴァルキリーアナトミア -ジ・オリジン-（クレス・アルベイン）
- 無双OROCHI 3（2018年 - 2019年、真田幸村） - 2作品

2019年
- JUMP FORCE（トランクス）
- スーパーロボット大戦T（サイゾウ・トキトウ）
- スーパードラゴンボールヒーローズ ワールドミッション（トランクス、グレートサイヤマン3号、ゴテンクス、マイティマスク、ゴハンクス、ベジークス）
- スターオーシャン:アナムネシス（クレス・アルベイン、カイ＝キスク）
- 大乱闘スマッシュブラザーズ SPECIAL（勇者〈DQIV / ソロ〉） - DLC追加キャラクター
- リボルバーズエイト（耳なし芳一）

2020年
- アナザーエデン 時空を超える猫（クレス・アルベイン）
- テイルズ オブ クレストリア（クレス・アルベイン）
- スーパーロボット大戦X-Ω（勇者ラムネス〈馬場ラムネード〉）
- 聖闘士星矢 ライジングコスモ（山羊座 シュラ）

2021年
- ワールドフリッパー（ザンテツ）
- 東京放課後サモナーズ（スモーキーゴッド）
- サンクタス戦記-GYEE-（コン）
- コードギアス Genesic Re;CODE（マオ）

2022年
- ディシディア ファイナルファンタジー オペラオムニア（ミンウ）

2023年
- ドラゴンクエストモンスターズ3 魔族の王子とエルフの旅（ソロ）

2024年
- 聖闘士星矢 レジェンドオブジャスティス（山羊座 シュラ）
- ドラゴンボールスーパーダイバーズ（トランクス）

2025年
- モンスターストライク（安室透 / バーボン〈2代目〉）

### 吹き替え

#### 担当俳優
ザッカリー・リーヴァイ
- シャザム!（シャザム）※ザ・シネマ版
- CHUCK/チャック（チャック・バトウスキー）
- ハロルドとむらさきのクレヨン（ハロルド）

レオナルド・ディカプリオ
- 仮面の男（ルイ14世、フィリップ）
- ギルバート・グレイプ（アーニー・グレイプ）
- セレブリティ（ブランドン・ダロー）
- タイタニック（ジャック・ドーソン）※機内版
- バスケットボール・ダイアリーズ（ジム・キャロル）
- ボーイズ・ライフ（トバイアス・“トビー”・ウルフ）※VHS版
- ロミオ+ジュリエット（ロミオ）※ソフト版

#### 映画（吹き替え）
- あのころ僕らは（ジェレミー〈ケヴィン・コナリー〉）
- アメージング・ハイウェイ60（ニール・オリバー〈ジェームズ・マースデン〉）
- アメリカン・サイコ（パトリック・ベイトマン〈クリスチャン・ベール〉）※ソフト版
- アンツ・イン・ザ・パンツ!（ウィーウィー〈ニッキー・カンター〉）
- インディ・ジョーンズ/最後の聖戦（インディアナ・ジョーンズの青年時代〈リヴァー・フェニックス〉）※フジテレビ版
- オールド・ルーキー（ルーディ〈リック・ゴンザレス〉）
- 鬼教師ミセス・ティングル（ルーク・チャーナー〈バリー・ワトソン〉）
- がんばれ!ベンチウォーマーズ（クラーク〈ジョン・ヘダー〉）
- カンフーハッスル（シンの相棒〈ラム・ジーチョン〉）
- カラー・オブ・ハート（デイビット〈トビー・マグワイア〉）
- ガルガメス（ダヴィン〈デヴィン・オートウェイ〉）
- キャデラック/俺たちの1000マイル（三男ボビー〈パトリック・デンプシー〉）
- クォーターバック（ジョー〈クレイグ・シェイファー〉）
- ケイティ（リック・ヘラー〈ウィル・ホーネフ〉）※フジテレビ版
- 拳王伝説 〜燃えよファイター〜（ホン・ヤンチャ〈少年時代〉）
- 告発の行方（ケン〈バーニー・コールソン〉）※テレビ朝日版
- サハラに舞う羽根（ジャック〈ウェス・ベントレー〉）※ソフト版
- サンダー3（パイロット）
- ジム・ヘンソンの不思議の国の物語（シリル〈ジョナサン・ベイリー〉）
- シャドー ※テレビ朝日版
- ジャスティス（ムース）
- シューティング・フィッシュ（ジェズ〈スチュアート・タウンゼント〉）
- 情愛と友情（セバスチャン・フライト〈ベン・ウィショー〉）
- 勝利への旅立ち（オリー）※テレビ朝日版
- 新三銃士 華麗なる勇者の冒険（ラウル）
- SLASH!（ロッド）
- 17 セブンティーン（カーチィー・ジョナス〈ブラッド・レンフロ〉）
- 卒業の朝（セジウィック・ベル〈エミール・ハーシュ〉）
- その名にちなんで（ゴーゴリ・ガングーリ〈カル・ペン〉）
- タイタンズを忘れない（ペティー・ジョーンズ〈ドナルド・フェイソン〉）
- 旅立ちの時（ダニー・ポープ〈リヴァー・フェニックス〉）
- ダンディー少佐（ベンジャミン・タイリーン〈リチャード・ハリス〉）※ソフト版
- テキサス・レンジャーズ（ジョージ〈アシュトン・カッチャー〉）
- デス・フロント（アンソニー・ブラッドフォード〈ヒュー・オコナー〉）
- 天才アカデミー（ミッチ・テイラー〈ゲイブ・ジャレット〉）※VHS版
- トム・ソーヤーの大冒険（ハックルベリー・フィン〈ブラッド・レンフロ〉）※NHK-BS2版
- ドラゴンハート（少年時代のアイノン）※日本テレビ版
- ドリーム・ガール/ママにはないしょの夏休み（ケニー）
- ナイトライフ（アーチー）
- ナポレオン・ダイナマイト（ナポレオン・ダイナマイト〈ジョン・ヘダー〉）
- 2001人の狂宴（ハーパー・アレクザンダー〈ジュゼッペ・アンドゥリュース〉）
- ネバーエンディング・ストーリー3（バスチアン〈ジェイソン・ジェームズ・リクター〉）※ソフト版
- バッフィ/ザ・バンパイア・キラー（オリヴァー・パイク〈ルーク・ペリー〉）
- 薔薇の名前（アドソ〈クリスチャン・スレーター〉）※テレビ朝日版
- パラサイト
- パワーレンジャー・映画版（ビリー・クランストン / ブルーレンジャー〈デイビッド・ヨスト〉）
- ハートブレイク・タウン（リトル・J〈バルサザール・ゲティ〉）※VHS版
- ビリオネア・ボーイズ・クラブ（ジョー・ハント〈アンセル・エルゴート〉）
- ビンゴ!（チッキー・デブリン）
- ファイナル・デスティネーション（アレックス・ブラウニング〈デヴォン・サワ〉）※テレビ朝日版
- フォーエバー・ヤング（スティーブン）
- ふたりにクギづけ（ボブ・テナー〈マット・デイモン〉）
- プライベート・ライアン（ジェームズ・フランシス・ライアン二等兵〈マット・デイモン〉）※テレビ朝日版
- ブラッディ・バレンタイン3D（アクセル・パーマー〈カー・スミス〉）
- ベスト・キッド（ダニエル・ラルーソー〈ラルフ・マッチオ〉）※ソフト版
- ベスト・キッド3/最後の挑戦（ダニエル・ラルーソー〈ラルフ・マッチオ〉）※ソフト版
- ホーム・アローン2（バズ・マカリスター〈デヴィン・ラトレイ〉）※ソフト版
- 僕はラジオ（ラジオ〈キューバ・グッディングJr.〉）
- マスク（ロッキー・デニス〈エリック・ストルツ〉）※日本テレビ版
- マンハッタン・ラブ/女と男のいい関係（チャック〈ロバート・ショーン・レナード〉）
- ミート・ザ・ペアレンツ（デニー・バーンズ〈ジョン・エイブラハムズ〉）
- ミュータント・タートルズ（ドナテロ）※フジテレビ版
- U-571（ビル・ウェンツ〈ジャック・ノーズワージー〉）※テレビ朝日旧録版
- ラストエンペラー（溥儀〈少年時代〉）※テレビ朝日版
- ラストサマー2（ウィル・ベンソン〈マシュー・セトル〉）※テレビ朝日版
- ランバダ 青春に燃えて（エッグ・ヘッド）
- ランブリング・ローズ（バディ〈ルーカス・ハース〉）
- リトルマン・テイト（エディ〈ハリー・コニック・Jr〉）
- わが街（ロベルト〈ジェレミー・シスト〉）

#### ドラマ
- iCarly #64
- ウィロー（ウィロー〈ワーウィック・デイヴィス〉[149]）
- クリミナル・マインド7 FBI行動分析課 #19（ジェームズ・ヒースリッジ〈カイル・ガルナー〉）
- コブラ会（ダニエル・ラルーソー〈ラルフ・マッチオ〉）
- CSI:ニューヨーク シーズン3 #4,#11、シーズン6 #19,#23、シーズン7 #1（シェーン・ケイシー〈エドワード・ファーロング〉）
- CSI:マイアミ10 ザ・ファイナル #4,#8,#16（エステバン・ナヴァロ〈クノ・ベッカー〉）
- ジム・ヘンソンのファンタジー・ワールド（マット〈キアラン・オブライエン〉）
- 新フェーム（ダニー）
- スタートレックシリーズ
  - 新スタートレック #75（ジョノ）、#98,#99（トラル）
  - スタートレック:ヴォイジャー #165（Q2〈Q Jr.〉）
- SCORPION/スコーピオン（ドリュー・ベイカー〈ブレンダン・ハインズ/Brendan Hines〉）
- SEX AND THE CITY（バーガー）
- ダイノトピア（カール）※ソフト版
- ドクター・フー2005年BBC-TVドラマ/シーズン1 #5,#6（アダム）
- バフィー 〜恋する十字架〜（パイク）
- FARGO/ファーゴ:カンザスシティ（ジョスト・ファッダ〈ジェイソン・シュワルツマン〉[150]）
- フルハウス #117（ビート）
- ブロッサム（スティーブ）
- フロム・ザ・ダークサイド（シーモア）
- ボーイ・ミーツ・ワールド シーズン3〜シーズン7完結（ショーン・ハンター〈ライダー・ストロング〉）
  - ガール・ミーツ・ワールド（ショーン・ハンター〈ライダー・ストロング〉）
- 冒険野郎マクガイバー（デイビット）
- 名探偵ダウリング神父（マーク）

#### アニメ
- キム・ポッシブル（ゲスト）※ディズニー・チャンネル
- タンタンの冒険旅行シリーズ（タンタン）
  - タンタンの冒険 TVアニメーション版―全21タイトル（ネルバナ＋Ellipse制作）
  - タンタンの冒険 ななつの水晶球と太陽の神殿（ベルヴィジョン制作）
  - タンタンの冒険 呪われた湖の謎（ベルヴィジョン制作）
- バンブー・ベアーズ（バンブー・リー）
- ベティ・ブープ〜ハリウッド ミステリー〜（ビンボ君）
- M.A.S.K
- 未知の海へ ダーク・ウォーター（レン）
- ミュータント・タートルズ:ミュータント・パニック！（2023年9月22日公開予定）（バクスター・ストックマン[151]）
- ムーチャ・ルーチャ!（リコシェ）

### ナレーション

#### 番組
- ストリートファイターズ 〔THE STREET FIGHTERS〕（EX音楽番組）
- ドリーム☆アゲイン（NTVドラマ） ダイジェストナレーション
- バッテリー（NHKドラマ） プレマップ内予告ナレーション
- マンガノゲンバ（2006年4月 - ）

#### その他
- 平成20年成人式 記念ビデオ
- バーチャルプレゼンター響子[注 4]
- 燈の守り人 灯台音声ガイド 三重県志摩市 大王埼灯台（2023年）[152]

### 特撮
1997年
- ビーロボカブタック（カブタックの声、国立準一郎）
- ビーロボカブタック クリスマス大決戦!!（カブタック）

1998年
- テツワン探偵ロボタック&カブタック 不思議の国の大冒険（カブタック）

1999年
- ボイスラッガー（天馬武 / ボイスラッガーサファイア）

2004年
- イヴォルバー -EVOLVER-（主題歌、灰原プロ〈俳優として〉）
- 特捜戦隊デカレンジャー（ボクデン星人ビスケスの声）

2005年
- 魔法戦隊マジレンジャー（スモーキーの声）
- 魔法戦隊マジレンジャー THE MOVIE インフェルシアの花嫁（スモーキーの声）

2006年
- 魔法戦隊マジレンジャーVSデカレンジャー（スモーキーの声）

2007年
- 轟轟戦隊ボウケンジャーVSスーパー戦隊（スモーキーの声）
- 獣拳戦隊ゲキレンジャー（ピョン・ピョウの声）
- 獣拳戦隊ゲキレンジャースペシャルDVD ギュンギュン!拳聖大運動会（ピョン・ピョウの声）

2009年
- ウルトラマンメビウス外伝 ゴーストリバース（ウルトラマンエースの声）

2012年
- 特命戦隊ゴーバスターズ（ジシャクロイドの声）

2013年
- 獣電戦隊キョウリュウジャー（デーボ・スポコーンの声）
- 非公認戦隊アキバレンジャー シーズン痛（公認様の男性戦士の声、ドラゴンレンジャー〈グリーンレンジャー〉、ハリケンイエロー、クワガライジャー〈ジャカンブルー〉の声、女神風の男〈亀有アルカパ人間態〉役）

2019年
- 騎士竜戦隊リュウソウジャー（ピーたんの声 / プテラードンの声）

2020年
- 劇場版 騎士竜戦隊リュウソウジャーVSルパンレンジャーVSパトレンジャー（ピーたんの声）

### ドラマCD・カセットブック
- あしたへフリーキック（伍代隼）
  - あしたへフリーキック オリジナル・サウンド・トラック
  - あしたへフリーキック オリジナル・サウンド・トラック II
- アップルシード（ヨシツネ）
  - アップルシード 近未来的音楽学習専科
- あやつりピエロの物語（語り手[154]）
- ARIAARIA Drama CD Vol.1（出雲暁）
  - ARIA Drama CD Vol.1 - 2
- RPG伝説ヘポイ（リュート）
  - RPG伝説ヘポイ BGM VOL.1
- Yes!プリキュア5 シリーズ（ココ / 小々田コージ）
  - Yes!プリキュア5 ドラマ&Vocalアルバム1 ココ&ナッツ「二人の王子」
  - Yes!プリキュア5 ドラマ&Vocalアルバム2 ココ&ナッツ「先生と店長」
- イズミ幻戦記 鳴動編（渡辺拓巳）
- 犬夜叉（蛮骨）
  - 地獄で待ってた七人隊
  - 「犬夜叉」キャラクターソングシングル 「落日」
  - 「犬夜叉」キャラクターソングシングル 「たったひとつの約束」
  - 「犬夜叉」キャラクターソングシングル 「暴れろ!!」
- イースシリーズ（アドル・クリスティン）
  - ファルコム スペシャルBOX'96 イースV 〜失われた砂の都ケフィン
  - イースVIIプロローグ ドラマCD 〜綴られざる冒険譚〜（Ys SEVEN初回限定版付録）
  - イースI 〜失われし古代王国〜
  - イースII 〜天空の失楽園〜
  - イースドラマCD 異説 〜もう一つのフェルガナ冒険記〜（PSP版イース -フェルガナの誓い-限定ドラマCD同梱版、カーンと2役）
  - イース&空の軌跡vs.ヴァン・ジョー（イースvs.空の軌跡 オルタナティブ・サーガドラマCD同梱版、『空の軌跡』のダンと2役）
- インフェリウス惑星戦史外伝 CONDITION GREEN（ショウ・ヤザキ）
  - Vol.1 教会の鐘が鳴るとき
  - Vol.2 疑惑の嵐を越えて
  - Vol.3 勝利と別れのレクイエム
- 宇宙英雄物語（護堂十字）
  - 宇宙英雄物語 ACT.1 - 3
  - 宇宙英雄物語 BGM Collection
  - 宇宙英雄物語 Vocal Collection
  - 宇宙悪党物語
- 宇宙皇子（川島皇子）
  - 宇宙皇子 1.はるかに遠き都よ
  - 宇宙皇子 2.明日香風よ挽歌を
  - 宇宙皇子 3.妖かしの道 地獄道
- エターナルガーディアン聖戦士伝説 第一部第一章 「テスペント」（ギルバート）
- NG騎士ラムネ&40シリーズ（ラムネス）
  - NG騎士ラムネ&40 メモリアルマッチ! 熱血一本勝負
  - NG騎士ラムネ&40 [2] キングオブキングス熱血スペシャル
  - NG騎士ラムネ&40 [3] ときめき! 裏の三姉妹
  - NG騎士ラムネ&40「俺は今猛烈に熱血しているっ!」
  - NG騎士ラムネ&40 WE ARE 一番!!
  - NG騎士ラムネ&40 Tokyo LOVE Story
  - NG騎士ラムネ&40EX2 ユラユラ銀河帝国大混戦! 第一章 「幸せをもとめて」
  - NG騎士ラムネ&40EX2 ユラユラ銀河帝国大混戦! 第二章 「幸せってなんだっけ」
  - NG騎士ラムネ&40EX2 ユラユラ銀河帝国大混戦! 第三章 「幸せは勝つ」
  - NG騎士ラムネ&40DXわくわく時空炎の海賊1
  - NG騎士ラムネ&40DXわくわく時空炎の海賊2
  - NG騎士ラムネ&40DXわくわく時空炎の海賊3
  - NG騎士ラムネ&40DX 炎の海賊盤 大増刊号
  - NG騎士ラムネ&40カラオケBOX
- ANGEL BEAT Soundscape（朝霧）
- お姉ちゃんの3乗（有坂未空）
  - ドラマCD お姉ちゃんの3乗（きゅーぶ） 先行宣伝ドラマ収録
  - ドラマCD お姉ちゃんの3乗
- 怪傑蒸気探偵団 Drama Album 〜Blue〜（ル・ブレッド）
- 彼氏彼女の事情 アクト・ゼロ（宮沢洋之）
- ガデュリン外伝GDLEEN 「生命の泉」（ユラト）
- XAZSA〜Your Own Personal Number（早水真砂）
- 餓狼伝説シリーズ（テリー・ボガード）
  - 電撃CD文庫 餓狼伝説〜宿命の闘い〜 No.1 復讐の狼
  - 電撃CD文庫 餓狼伝説〜宿命の闘い〜 No.2 孤高の狼
  - 電撃CD文庫 餓狼伝説2〜新たなる戦い〜
  - 電撃CD文庫「餓狼伝説SPECIAL」
- 君さえいれば（町田謙二郎）
- GUILTY GEARシリーズ（カイ＝キスク）
  - GUILTY GEAR X ドラマCD Vol.1 - 2
  - GUILTY GEAR XX ドラマCD RED（ロボカイ）※少年時代
  - GUILTY GEAR XX ドラマCD BLACK ※少年時代&現在
  - GUILTY GEAR XX ドラマCD 「ナイト・オブ・ナイブズ Vol.1」
- きまぐれオレンジ☆ロード カセットテープの伝言（少年）
- 究極戦隊ダダンダーン おそるべき悪魔の陰謀（小鉄）
- 「COMPLEX 192」media mix EX Version（福田博之）
- グスコーブドリの伝記（ブドリ）
- ケロロ軍曹シリーズ（ドロロ兵長）
  - 月刊少年エース04年09号付录CD「ケロロ オマケと言ってもすごいんであります」
  - ケロロ軍曹 地球(ペコポン)侵略CD 第1巻 ケロロ編
  - ケロロ軍曹 地球(ペコポン)侵略CD 第2巻 ギロロ編
  - ケロロ軍曹 地球(ペコポン)侵略CD 第3巻 タママ編
  - ケロロ軍曹 地球(ペコポン)侵略CD 第4巻 クルル編
  - ケロロ軍曹 地球(ペコポン)侵略CD 第5巻 ドロロ編
  - ケロロ軍曹 宇宙でもっともギリギリなCD第1巻
  - ケロロ軍曹 宇宙でもっともギリギリなCD第2巻
  - ケロロ軍曹 宇宙でもっともギリギリなCD第4巻（表紙の題字も担当）
  - ケロロ軍曹 宇宙でもっともギリギリなCD第5巻
- ゴミ溜めPEACE（Iris）
  - ドラマCD「ゴミ溜めPEACE」
  - ドラマCD「ゴミ溜めPEACE マリアと100の分別法」
  - ドラマCD「ゴミ溜めPEACE アイリスと午前2時の空」
  - ドラマCD「ゴミ溜めPEACE」2
- Say You Special〜声優スペシャル〜
- サイボーグ009（009）
  - 原画と朗読で綴るサイボーグ009の世界
- 最遊記シリーズ（紅孩児）
  - 最遊記 4 Bad Company
  - 最遊記 13 a fatal dose
  - 最遊記 14 pride
  - 最遊記 16 Lose カミサマ篇前編
  - 最遊記 Vol.1 Party
  - 幻想魔伝最遊記 VOCAL ALBUM Vol.3
  - 最遊記RELOAD VOCAL ALBUM Vol.1 - 2
  - 最遊記RELOAD GUNLOCK VOCAL ALBUM VOLUME ONE
  - 「最遊記RELOAD」「最遊記RELOAD GUNLOCK」テーマソング + BGM集
  - DJCD 最遊記 第二巻 笑ってSO−ICHIRO
- ザ・キング・オブ・ファイターズシリーズ（テリー・ボガード）
  - 電撃CD文庫「ザ・キング・オブ・ファイターズ'94」
- 里見☆八犬伝 VOL.1 八犬士の旅立ち!（犬川荘助）
- CDドラマコレクションズ 三國志シリーズ（趙雲子龍）
  - 一、諸葛亮孔明之巻〜臥龍、天命を識る〜
  - 二、趙雲子龍之巻〜孤虎、傾月に吼ゆ〜
  - 三、曹操孟徳之巻〜鳳舞、闇世を貫く〜
  - 四、諸葛亮孔明之巻・II〜飛龍、翠風を招ぶ〜
  - 五、関羽雲長之巻〜武神、千里を翔る〜
  - 六、周瑜公瑾之巻〜稀玉、碧水に耀う〜
  - 七、呂布奉先之巻〜狼将、暁に彷徨う〜
  - 八、劉備玄徳之巻〜帝星、天漢に煌く〜
  - 第一部総集編〜夢の軌跡・桃園の契りから三國鼎立まで〜
  - 諸葛亮征嵐伝 一ノ巻 - 四ノ巻
  - 三國志満漢全席 捨参 〜ザ・点心〜
  - DX1 結集編・五虎龍鳳之巻
  - DX2 三國志満漢全席スペシャル
  - DX3 浪漫編・西暦0200の輪舞曲
  - DX4 三國志満漢全席グレート
  - DX5 三國志満漢全席BLACK
  - DX6 (超)三國志満漢全席 放浪戦隊ブラザーファイブ
  - DX7 三國志満漢全席フォーエバー
  - Vol.1 - 4 CDカレンダー
- G-SAVIOUR（モーリス・リバ）
  - サウンドシネマ 第3話“深海のプロメテウス”
- 自律機動戦車イヅナ（朝倉総一郎）
  - 出演声優コメント入りオリジナル ドラマCD「予感」
- シャイニング・ウィンド Vol.4（ジード）
- シャイニング・フォース イクサ ドラマCD（ゼナス）
- 集英社ジャンプ完全オリジナルCD SLAM DUNK（桜木花道）
- 少女革命ウテナ（西園寺莢一）
  - 「少女革命ウテナ」〜さあ、私とエンゲージして…
- 深海伝説MEREMANOID 〜哀しみの里・霊峰山のふたり〜（マーダム）
- 新撰組異聞シリーズ（沖田総司）
  - 新撰組異聞 蒼き狼たちの神話1 天道
  - 新撰組異聞 蒼き狼たちの神話2 浅葱色の夜明け
  - 新撰組異聞 蒼き狼たちの神話 音楽スペシャル 誠
- 陣内流柔術武闘伝 真島クンすっとばす!!（真島零）
  - 陣内流柔術武闘伝 真島クンすっとばす!!Vol.1 - 2
- シャルルに捧げる夜想曲（カレル）
- スーパーロボット大戦OG -ジ・インスペクター- ドラマCD Vol.1（ヴィガジ）
- STAMP OUT（片山薫）
  - STAMP OUTシリーズ「オフィシャル特典」STAMP OUT追跡調書
- ストリートファイターシリーズ（崑崙）
  - ストリートファイターII 春麗飛翔伝説
  - ストリートファイターII -魔人の肖像-
- スパイラル 〜推理の絆〜 もうパズルなんて解かない（浅月香介）
- 聖神伝説エクステリア（ローブ）
- 声優おもしろCDシリーズ 面白モーニング・コール・パレード
- 声優への道
- 戦国無双（真田幸村）
  - バラエティCD 戦国無双 百花饗演[155]
  - 戦国無双3 戦国武将祭限定CD キャラクターソング＋モノローグ集
  - 戦国無双3 Z 天・轟歌奥義
  - 戦国無双 ばらえてぃCD
  - 戦国無双4 桜花爛漫
  - 戦国無双キャラクターソング 其ノ壱 真田幸村
  - 戦国無双キャラクターソング 其ノ参 真田信之
  - 戦国無双4〜永遠の絆〜
  - 真田兄弟の六文銭ラジオ1 - 6
  - 戦国無双 声優奥義 2016 〜真田・夏の陣〜 赤備え天下一
- 卒業Mシリーズ（草薙瑞穂）
  - M（おれたち）にまかせろ! VOL.1、3
  - 卒業M ファンタジー・遠き旅立ち
  - 卒業M ワールド / 誠龍Secret Association ラジオドラマVol.1
  - 卒業M & GIZOKU Summer 精霊伝説
- 速攻生徒会（福島毅）
- ソラユメ（御剣暁）
  - PS2版初回特典CD『バラエティディスク　ver.ソラユメ』
- Double Score（佐野郁哉）
  - Double Score〜Narcissus〜：斎賀琉衣&聖夜
  - Double Score 〜Lotus〜：佐野郁哉
  - Double Score ドラマCD 華の31歳組〜そうだ温泉、行こう〜（佐野郁哉[156]）
- 超電動ロボ 鉄人28号FX（夏樹三郎）
  - 鉄人28号FX オリジナル・サウンドトラック
  - 超電動ロボ鉄人28号FX・鉄人戦記
- 停電少女と羽蟲のオーケストラ 深淵からの招待状（ツチクレ）
- テイルズ オブ ファンタジアシリーズ（クレス・アルベイン）
  - テイルズ オブ ファンタジア CHAPTER.1 - 3
  - テイルズ オブ ファンタジア ANTHOLOGY.1 - 2
  - テイルズ オブ ファンタジア なりきりダンジョン -太陽の章-
  - テイルズ オブ ファンタジア なりきりダンジョン -月の章-
  - キャラトークCD テイルズ オブ ファンタジア 〜パニック・ワールド(仮)〜
  - テイルズ オブ ファンダム （ちょっと）しあわせにっき
  - テイルズリング アーカイブ EPIC TWO 〜英雄の飛翔〜
  - テイルズ オブ ファンタジア THE ANIMATION Vol.1 - 6
- テイルズリングD・P DJCD
- ティンクルセイバーNOVA（武居和麻）
  - SCRAMBLE★STAR
- D・N・ANGEL（クラッド）
  - D・N・ANGELドラマCD1 Cute
  - D・N・ANGEL Vocal Collection
  - D・N・ANGEL ドラマCD 『〜変わらぬIDEAL〜』
  - TVアニメ「D・N・ANGEL」プレミアムCD 入野自由＆宮本駿一の「ANGEL VOICE -エンジェルヴォイス-」
- D-XHIRD（Boy）
  - D-XHIRD アレンジサウンドトラックス
  - D-XHIRD ドラマCD
- 天体議会（藍生）
- 天と地と（上杉景虎）
  - 天と地と 2 - 5
- 電影少女（弄内洋太）
  - 電影少女2nd〜Memories〜
- 東京アンダーグラウンド（震）
  - ドラマCD 東京アンダーグラウンド 第2巻
- 東京SHADOW （高城豪）
  - 東京SHADOW(1) - (5)
- DOGS/BULLETS&CARNAGE（曲刀）
  - DOGS/BULLETS&CARNAGE Vol.1 - 2
- ドラゴンボールZ（トランクス）
  - ドラゴンボールZ 〜超戦士撃破！！勝つのはオレだ〜 ドラマ編
- 20面相におねがい!!シリーズ（小林龍佑）
  - 20面相におねがい!! 〜SHINING STAR〜
  - 20面相におねがい!! 〜恋ほど素敵なミュージカルはない〜
- 覇王大系リューナイト CDシネマ2「ティア・ダナーンの闘い」第1章（リーバス）
- PATHWAY FOR SANTA CLAUS 〜サンタがくれたおくりもの〜
- BASTARD!! -暗黒の破壊神- 外伝 巻之三 魔導王封印篇（ラーズ王子）
- ビーロボカブタック（カブタック）
  - ビーロボ カブタック ミュージック・コレクション
- ビックリマン 新たなる出発（マーチ・牛若）
- VS騎士ラムネ&40炎シリーズ（馬場ラムネード）
  - VS騎士ラムネ&40炎 トキメキトライアル 熱血先生のハートを狙え!!
  - VS騎士ラムネ&40炎 未来形アイドル
  - VS騎士ラムネ&40炎 超天然♥未来形アルバム
  - VS騎士ラムネ&40炎 超天然♥未来形アルバム2 『パラレル・バケーション』
  - VS騎士ラムネ&40炎 超天然♥未来形アルバム3
- VitaminZ（上條元親）
  - VitaminZ〜カウントダウン・プロローグ〜「大ボリューム約70分収録！オリジナルドラマCD」
  - VitaminZ Revolution 山手線CD TSUTAYA特典 「電車で暴かれる秘密」 「どうすれば 貴女は黙っていてくださりますか…」 〜氷河の誘惑〜
  - Dramatic CD Collection VitaminX-Z・カクテルビタミン3〜九影と上條 愛しのホワイトレディ〜
  - VitaminZ Character Song CD 百歌繚乱 其の伍 〜上條/佐伯〜
- パンツァーポリス1935（ヴァルター、フーバー）
- 姫巫女外伝 神魂の子守唄（諸葛亮孔明）
- FIGHT!!（日座陽之介）
- Present 声優コレクション Vol.01
- 星くずパラダイスシリーズ（宝生ひろし）
  - 星くずパラダイス
  - 星くずパラダイス2 宝船歌謡大全
- Voice Festival 火の鳥〜鳳凰編〜（我王）
- BOYS BE…（田中民生）
  - マガジンCDブック 『BOYS BE…』
- ボイスラッガー（天馬武）
  - TVシリーズ ボイスラッガー ソングコレクション
  - ボイスラッガー外伝CD VOL.1
  - サラセニアのバラッド by ザガラウス -「ボイスラッガー」挿入歌
- まーぶるインスパイア（ナレーション）
- 真剣で私に恋しなさい!（島津岳人）
  - ドラマCD Vol.1 - 5
- 魔天道ソナタ（フィラ）
- 真夏の恋人（大庭兵悟）
- 魔法戦隊マジレンジャー（魔法猫スモーキー）
  - 魔法戦隊マジレンジャー マジカルサウンドステージ2 ソングコレクション
  - まほうCDブック 魔法戦隊マジレンジャー
  - マジカルコンプリートソングス 魔法戦隊マジレンジャー全曲集
- 松本一起ラブ・エッセイ・シリーズ Vol.1 - 4
- メガゾーン23 III（エイジ・タカナカ）
  - メガゾーン23 III オリジナルサウンドトラック
- 魍魎戦記MADARA（獅子丸隼人）
  - MADARA ドラマ転生編シリーズ VOL.1 - 5
- 桃太郎伝説シリーズ（浦島太郎）
  - 桃太郎伝説 夢しゃりばり
  - 桃太郎伝説 夢しゃりばりII、桃王
  - 桃太郎伝説外伝 〜月恋〜
  - 桃太郎電鉄〜SOKOZIKARA〜 桃太郎電鉄V ORIGINAL SOUND TRACK
- ユメミと銀のバラ騎士団シリーズ（高天宏）
- 鎧伝サムライトルーパーシリーズ（真田遼 / 烈火のリョウ）
  - 鎧伝サムライトルーパー 君を眠らせない
  - 鎧伝サムライトルーパー BEST FRIENDS
  - ドラマCD 天空伝サムライトルーパー
  - ドラマCD 水滸伝サムライトルーパー
  - ドラマCD 光輪伝サムライトルーパー
  - ドラマCD 鎧伝サムライトルーパー 月
  - ドラマCD 鎧伝サムライトルーパー 風
- 辣韮の皮〜萌えろ!杜の宮高校漫画研究部〜（滝沢政宗）
  - 辣韮の皮 THE CD 皮1枚目 - 3枚目
- ラングリッサー II（エルウィン）
  - メモリアルドラマCD ラングリッサーII
- るす電メッセージSHOW-BGM編
- 瑠璃丸伝〜当世しのび草紙〜（瑠璃丸）
- ロードス島戦記シリーズ（パーン）
  - ロードス島戦記 OST VOL.II - III
  - ロードス島戦記 Special CD Package
  - ロードス島戦記 カセットブック⑥　復讐の霧
  - ロードス島戦記 風と炎の魔神 1 砂漠の王国
  - ロードス島戦記 風と炎の魔神 2 ナルディアの苦悩
  - ロードス島戦記 風と炎の魔神 3 アラニアの賢者
  - ロードス島戦記 風と炎の魔神 4 そして、解放されるもの
  - コンプティーク2013年12月号付録 30周年記念ドラマCD コンプはじめて物語[157]

### ラジオ
- 熱血電波倶楽部（ラジオ関西ほか）
  - NG騎士ラムネ&40 EX2 ユラユラ銀河帝国 大混戦
  - NG騎士ラムネ&40 DJスペシャル
  - NG騎士ラムネ&40 DX ワクワク時空 炎の海賊盤
- （YOUMEX YOUMIX内）草尾毅のTAKE it Easy（ラジオ関西）
- 草尾毅のT-Kids Party（東海ラジオ）
- 草尾毅のT-Kids Party R（東海ラジオ）
- 草尾毅の夜遊び上手（AM神戸）
- 草尾毅のナイトプレイヤー
- 君とYANA-YANAヒポクラテス（東海ラジオ）
- ゲルゲ・夜のドラマシアター（パーソナリティ）
  - 草尾毅と宮村優子のカフェでゲルゲ
- 青山二丁目劇場『サイボーグ009・誕生編（前）（後）』サイボーグ009 / 島村ジョー役
- 東京REMIX族（J-WAVE）コーナー聞き役

### Webラジオ
- メダカの学校
- マミトタケシのK2じゃナイト（パーソナリティ）
- やっぱりマミタケじゃナイト（パーソナリティ、声優Wave）
- CLUB ココ&ナッツ（パーソナリティ、アニメイトTV）
- 草尾毅と赤羽根健治のマ・どうにかアニメージュ（パーソナリティ、アニメージュモバイル）

### ラジオドラマ
- G-SAVIOUR（モーリス・リバ）
- 青山二丁目劇場（文化放送）
  - 「クリスマスナイト」（守）
  - 「新三郎の恋」（原新三郎）
  - 「九十九耕一 ファンタジーの世界」第2回（僕）
  - 「籐子の恋」第1、2、4話（青年時代の義彦）
  - 「ヒッチハイク」
- 恋する音楽小説「4つのコンプレックス」（NHK-FM放送）
- 青春アドベンチャー（NHK-FM放送）
  - 「オルファクトグラム」（ミノル）
  - 「太陽の簒奪者」
  - 「トリガー」（験）
  - 「迷宮百年の睡魔」（シャルル・ドリィ）
  - 「Meg」（バド）
- FMシアター「クジラの消えた日」
- サイボーグ009誕生編（009 / 島村ジョー）

### デジタルコミック
- VOMIC 孤高の人（黒沢睦美）
- Beeマンガ グラップラー刃牙（鎬昴昇）

### ビデオ・DVD
- N・G・FIVE
- N・G・FIVE HARIKIRI ライブ
- TOKYOCITYめるへん（オリジナルビデオドラマ）
- ROCK'N ROLL MY WAY
- Libre Viaje
- EVERYBODY'S CHRISTMAS
- Cheer Up!
- VOICE（オリジナルビデオドラマ）
- 今夜は絶対カーニバル!!
- 声優への道 機動警察パトレイバー アッセンブルインサート
- Excited Device 1991 TAKE A SHINE CONCERTS
- Beginning Breeze -TAKESHI KUSAO Live Tour'93-
- ヴォイスアクター30 Vol.3
- TAKESHI KUSAO SPECIAL LIVE '94 PASSING RAIN
- TAKESI KUSAO LIVE TOUR96'-PANGAEA-
- Voice Festival to 2000
- TAKESHI KUSAO CONCERT 2000「0→1」
- PHASE2001
- 劇場版 幻想魔伝最遊記サマーイリュージョン
- 劇場版 幻想魔伝最遊記サマーイリュージョン2002
- ぴえろアニメワールド2003
- VitaminZ 〜大阪・初夏の陣〜
- VitaminZ 〜東京・盛夏の陣〜
- VitaminXtoZ いくぜっ！究極★エクスプロージョン
- VitaminZ 百花繚乱 幕張・炎夏の陣 愛してるZ!!!!!!
- 戦国無双 声優奥義 2010 秋
- 戦国無双 声優奥義 2011 秋
- 戦国無双 声優奥義 2012 秋
- 戦国無双 声優奥義 2014 春 〜祝宴 十年の祭〜
- 戦国無双 声優奥義 2016 〜真田・夏の陣〜
- 戦国無双 武将遊戯
- テイルズ オブ フェスティバル 2011（VTR出演）
- テイルズ オブ フェスティバル 2014
- テイルズ オブ フェスティバル 2023

### 映画
- 紅い眼鏡/The Red Spectacles（死体）

### テレビ番組
- 「ANIMEX倶楽部」（KIDS STATION/TVS）（パーソナリティ）

### CM
- 『SLAM DUNK』関係多数（桜木花道）
  - バンダイ 『From TV animation スラムダンク 四強激突！！』（1994年）
  - バンダイ 『From TV animation スラムダンク 〜SDヒートアップ!!〜』（1995年）
  - バンダイ 『SLAM DUNK きゃらかーん』 平松晶子と共に
  - 東映ビデオ 『SLAM DUNK DVD-Collection』（2008年5月 - ）
- アスキー 『トゥルー・ラブストーリー』（1996年）
- 角川書店 『劇場版ケロロ軍曹 キャンペーン2008』（2008年3月 - ）
- スクウェア・エニックス 『スパイラル・アライヴ』（2008年2月）
- トミー 『ビッグつばさ号』
- ニベア花王 『ニベアフォーメン センシティブローション』（2007年10月 - ）
- バンダイ
  - 『ビーロボカブタック』スーパーチェンジシリーズ
  - 『ドラゴンボールヒーローズ』
- ユタカ 
  - DXゲッターロボ號

### 玩具
- 騎士竜戦隊リュウソウジャー リュウソウケン -MEMORIAL EDITION-（2020年9月）

### 遊技機
- CR義経物語（源九郎義経）
- CRリングにかけろ（香取石松）
- パチスロ 戦国無双（真田幸村）
- パチスロ クローズ（坊屋春道）

### その他コンテンツ
- EGO（書籍）
- 教育ビデオ（アニメーション）
- Jリーグを100倍楽しく見る方法（ゴン中山役）
- タックス君の税Q&A（タックス君）操演[12]
- ドラゴンボールZ 真武道会2 プロモーションビデオ（トランクス）
- ドラゴンボールヒーローズ アルティメットミッション プロモーションビデオ
- 日本偉人大賞2007 歴史を変えた超エライ人SP（天草四郎の声）
- 日本テレビの副音声解説（アイパートナー）
  - 24時間テレビ 「愛は地球を救う」（スペシャルドラマの時間帯）
  - 金曜ロードショー（邦画・特別ドラマ等）
  - それいけ!アンパンマン（2023年4月7日 - ）実施開始から2023年3月31日放送分まで担当していた石丸博也の後任。
- 燈の守り人〜幻想夜話〜（ボイスドラマ、2023年、大王埼灯台[152]）

## ディスコグラフィ

### シングル
| #                  | 発売日          | 曲順    | タイトル                  | 作詞     | 作曲             | 編曲        | 規格品番   |
| 東芝EMI            | 東芝EMI         | 東芝EMI | 東芝EMI                   | 東芝EMI  | 東芝EMI          | 東芝EMI     | 東芝EMI    |
| ------------------ | --------------- | ------- | ------------------------- | -------- | ---------------- | ----------- | ---------- |
| 1                  | 1990年 1月26日  | 01      | もういちどI LOVE YOU      | Himi     | タケカワユキヒデ | KAZZ TOYAMA | TYDY-5123  |
| 1                  | 1990年 1月26日  | 02      | SNOWBLIND                 | Himi     | タケカワユキヒデ | KAZZ TOYAMA | TYDY-5123  |
| 1                  | 1990年 1月26日  | 03      | ORDINARY BUT HAPPY DAYS   | Himi     | タケカワユキヒデ | KAZZ TOYAMA | TYDY-5123  |
| 1                  | 1990年 1月26日  | 04      | FOR MY BETTER HALF        | Himi     | タケカワユキヒデ | KAZZ TOYAMA | TYDY-5123  |
| 2                  | 1992年 3月25日  | 01      | GET MY GOAL               | 安藤芳彦 | 和泉一弥         | 和泉一弥    | TYDY-2038  |
| 2                  | 1992年 3月25日  | 02      | 明日はグッドラック        | 安藤芳彦 | 和泉一弥         | 和泉一弥    | TYDY-2038  |
| 3                  | 1994年 6月29日  | 01      | 熱帯夜                    | Himi     | 甲斐完司         | 甲斐完司    | TYDY-2058  |
| 3                  | 1994年 6月29日  | 02      | ボーダーライン            | Himi     | 樫原伸彦         | 樫原伸彦    | TYDY-2058  |
| メディア・レモラス |                 |         |                           |          |                  |             |            |
| 4                  | 1994年 12月16日 | 01      | PASSING RAIN              | 柚木美祐 | 河野陽吾         | 河野陽吾    | MRDA-00045 |
| 4                  | 1994年 12月16日 | 02      | 君のために－lover's eye－ | 柚木美祐 | 甲斐完司         | 甲斐完司    | MRDA-00045 |
| 日本コロムビア     |                 |         |                           |          |                  |             |            |
| 5                  | 1996年 3月20日  | 01      | こしゃくな唇              | 横山武   | 樫原伸彦         | 樫原伸彦    | CODC-905   |
| 5                  | 1996年 3月20日  | 02      | 祭りの唄                  | 横山武   | 樫原伸彦         | 樫原伸彦    | CODC-905   |
| 6                  | 1997年 3月20日  | 01      | SPEED VIBRATION           | 横山武   | 樫原伸彦         | 樫原伸彦    | CODC-1181  |
| 6                  | 1997年 3月20日  | 02      | 釣りに行こう              | 横山武   | 樫原伸彦         | 樫原伸彦    | CODC-1181  |
| 7                  | 1997年 6月21日  | 01      | THE ECHO OF MY HEART      | K.INOJO  | 甲斐完司         | 甲斐完司    | CODC-1250  |
| 7                  | 1997年 6月21日  | 02      | 蜃気楼のパスワード        | K.INOJO  | 甲斐完司         | 甲斐完司    | CODC-1250  |
| キングレコード     |                 |         |                           |          |                  |             |            |
| 8                  | 2001年 11月11日 | 01      | 湘南せれなーで            | 草尾毅   | MASAKI           | MASAKI      | NMAX-1031  |
| 8                  | 2001年 11月11日 | 02      | !!!弾丸トレイン!!!        | 草尾毅   | MASAKI           | MASAKI      | NMAX-1031  |

### アルバム

#### ラジオCD
- 草尾毅のT-Kids Party R Vol.1（1995年1月20日 / メディア・レモラス、MRCA-20054）
- 草尾毅のT-Kids Party R〜Final Party〜（1995年5月19日 / メディア・レモラス、MRCA-20066）
- Yes!プリキュア5 GoGo! Webラジオ CLUB ココ&ナッツ
  - Vol.1（2008年5月9日 / マーベラス、MJCD-20121）
  - Vol.2（2008年7月2日 / マーベラス、MJCD-20126）
  - Vol.3（2008年9月3日 / マーベラス、MJCD-20131）
  - Vol.4（2008年11月5日 / マーベラス、MJCD-20139）
  - Vol.5（2009年1月28日 / マーベラス、MJCD-20154）

### キャラクターソング
| 発売日   | 商品名                                                                     | 歌                                                                                   | 楽曲                                                   | 備考                                                      |
| 1990年   | 1990年                                                                     | 1990年                                                                               | 1990年                                                 | 1990年                                                    |
| -------- | -------------------------------------------------------------------------- | ------------------------------------------------------------------------------------ | ------------------------------------------------------ | --------------------------------------------------------- |
| 6月25日  | 星くずパラダイス                                                           | 宝生ひろし(草尾毅)                                                                   | 「星くずパラダイス」                                   | ドラマCD『星くずパラダイス』エンディングテーマ            |
| 1991年   |                                                                            |                                                                                      |                                                        |                                                           |
| 1月24日  | 星くずパラダイス2 宝船歌謡大全                                             | 宝生ひろし(草尾毅)                                                                   | 「WAY」                                                | 漫画『星くずパラダイス』イメージソング                    |
| 4月25日  | 星くずパラダイスSTARDUST MEMORY SERIES 2                                   | 宝生ひろし(草尾毅)                                                                   | 「星くずパラダイス(Re-Mix)」                           | 漫画『星くずパラダイス』イメージソング                    |
| 2004年   |                                                                            |                                                                                      |                                                        |                                                           |
| 12月16日 | ケロロ軍曹 地球(ペコポン)侵略CD 第5巻 ドロロ編                             | ケロロ聖歌隊                                                                         | 「クリスマス・ケロル」                                 | テレビアニメ『ケロロ軍曹』イメージソング                  |
| 2005年   |                                                                            |                                                                                      |                                                        |                                                           |
| 2月2日   | ケロロのおえかきCD                                                         | ケロロ・オールスターズ                                                               | 「ケロロ小隊公認!熱烈歓迎的えかきうた!!」              | テレビアニメ『ケロロ軍曹』エンディングテーマ              |
| 5月21日  | おまたせ地球一丁!                                                          | ケロロ小隊 with アンゴル=モア(能登麻美子)                                            | 「おまたせ地球一丁!」                                  | テレビアニメ『ケロロ軍曹』エンディングテーマ              |
| 5月21日  | おまたせ地球一丁!                                                          | ケロロ小隊・モア・日向家・小雪&子猫                                                  | 「友だちごはん宇宙編」                                 | テレビアニメ『ケロロ軍曹』イメージソング                  |
| 6月15日  | リングにかけろ1 キャラクターソングス                                       | 香取石松（草尾毅）                                                                   | 「純情ケンカ チャンピオン〜oneway boy〜」              | テレビアニメ『リングにかけろ1』イメージソング             |
| 7月20日  | 魔法戦隊マジレンジャー マジカルサウンドステージ2 ソングコレクション        | スモーキー（草尾毅）                                                                 | 「シング!スウィング!!スモーキー!!!」                   | 特撮テレビドラマ『魔法戦隊マジレンジャー』挿入歌          |
| 7月21日  | ケロロ軍曹 宇宙でもっともギリギリなCD第1巻                                 | スモウ小隊                                                                           | 「どすこい軍曹」                                       | テレビアニメ『ケロロ軍曹』イメージソング                  |
| 11月23日 | ケロロ軍曹 宇宙でもっともギリギリなCD第5巻                                 | ケロロ聖歌隊                                                                         | 「ケローリー・ナイト」                                 | テレビアニメ『ケロロ軍曹』イメージソング                  |
| 2006年   |                                                                            |                                                                                      |                                                        |                                                           |
| 1月25日  | 「犬夜叉」キャラクターソングシングル 「暴れろ!!」                          | 蛮骨（草尾毅）、蛇骨（折笠愛）                                                       | 「暴れろ!!」                                           | テレビアニメ『犬夜叉』イメージソング                      |
| 3月8日   | ケロロソング、（ほぼ）全部入りであります!2                                 | ケロロ小隊                                                                           | 「ケロッ! とマーチ(小隊Ver.)」                         | テレビアニメ『ケロロ軍曹』オープニングテーマ              |
| 2007年   |                                                                            |                                                                                      |                                                        |                                                           |
| 3月17日  | 帰ってきたケロッ!とマーチ KERO'T MARCH 〜ソラミミングリッシュであります!〜 | ケロロ小隊                                                                           | 「よきにはからえ!」                                    | 『超劇場版ケロロ軍曹2 深海のプリンセスであります!』挿入歌 |
| 12月5日  | ケロロのクリスマスアルバム                                                 | ケロロ聖歌隊                                                                         | 「Ding Dong〜戦場のCAKE〜」                            | テレビアニメ『ケロロ軍曹』イメージソング                  |
| 12月5日  | Yes!プリキュア5 キャラクター&Vocalアルバム1 ココ&ナッツ〜ふたりの王子〜    | 小々田コージ（草尾毅）                                                               | 「しあわせのかたち」                                   | テレビアニメ『Yes!プリキュア5』イメージソング             |
| 12月5日  | Yes!プリキュア5 キャラクター&Vocalアルバム1 ココ&ナッツ〜ふたりの王子〜    | 小々田コージ（草尾毅）、夏（入野自由）                                               | 「星の冠」                                             | テレビアニメ『Yes!プリキュア5』イメージソング             |
| 2008年   |                                                                            |                                                                                      |                                                        |                                                           |
| 1月9日   | Yes!プリキュア5 キャラクター&Vocalアルバム2 ココ&ナッツ 〜先生と店長〜     | 小々田コージ（草尾毅）                                                               | 「CREAM」                                              | テレビアニメ『Yes!プリキュア5』イメージソング             |
| 1月9日   | Yes!プリキュア5 キャラクター&Vocalアルバム2 ココ&ナッツ 〜先生と店長〜     | 小々田コージ（草尾毅）、夏（入野自由）                                               | 「TIME MACHINE」                                       | テレビアニメ『Yes!プリキュア5』イメージソング             |
| 1月23日  | ケロ猫のタンゴ                                                             | ケロロ小隊                                                                           | 「ポポイ・ザ・ケロンマン」                             | テレビアニメ『ケロロ軍曹』イメージソング                  |
| 5月9日   | Yes!プリキュア5 GoGo! Webラジオ CLUB ココ&ナッツ Vol.1                     | 小々田コージ（草尾毅）、夏（入野自由）                                               | 「宿題」                                               | Webラジオ『CLUB ココ&ナッツ』エンディングテーマ           |
| 5月21日  | なんて素敵な土曜日                                                         | ケロロ小隊                                                                           | 「なんて素敵な土曜日」                                 | テレビアニメ『ケロロ軍曹』オープニングテーマ              |
| 7月2日   | Yes!プリキュア5 GoGo! Webラジオ CLUB ココ&ナッツ Vol.2                     | 小々田コージ（草尾毅）、夏（入野自由）                                               | 「LOVE BOX」                                           | Webラジオ『CLUB ココ&ナッツ』オープニングテーマ           |
| 9月3日   | Yes!プリキュア5 GoGo! Webラジオ CLUB ココ&ナッツ Vol.3                     | 小々田コージ（草尾毅）、夏（入野自由）                                               | 「薔薇と友情」                                         | Webラジオ『CLUB ココ&ナッツ』イメージソング               |
| 11月5日  | Yes!プリキュア5 GoGo! Webラジオ CLUB ココ&ナッツ Vol.4                     | 夏（入野自由）、小々田コージ（草尾毅）                                               | 「ジョイナス」                                         | Webラジオ『CLUB ココ&ナッツ』オープニングテーマ           |
| 2009年   |                                                                            |                                                                                      |                                                        |                                                           |
| 1月21日  | ケッケッケロロの大作戦♪                                                    | ケロロ小隊                                                                           | 「ケッケッケロロの大作戦♪」                            | テレビアニメ『ケロロ軍曹』エンディングテーマ              |
| 1月28日  | Yes!プリキュア5 GoGo! Webラジオ CLUB ココ&ナッツ Vol.5                     | 小々田コージ（草尾毅）、夏（入野自由）                                               | 「夜明けは流星に連れられて」                           | Webラジオ『CLUB ココ&ナッツ』エンディングテーマ           |
| 2月25日  | Yes!プリキュア5 ボーカルベスト「ぼくらがいたこと」                         | 小々田コージ（草尾毅）、夏（入野自由）                                               | 「ちいさな大きな贈り物」                               | テレビアニメ『Yes!プリキュア5』イメージソング             |
| 6月24日  | 「ケロロ軍曹」 presents ペコポン侵略ソング、大集合であります!              | ケロロ小隊                                                                           | 「翔べ!ガンダム」                                      | テレビアニメ『ケロロ軍曹』イメージソング                  |
| 9月23日  | バラエティCD 戦国無双 百花饗演                                             | 真田幸村（草尾毅）、石田三成（竹本英史）、直江兼続（高塚正也）                       | 「仰ぎて天に愧じず」                                   | ゲーム『戦国無双』イメージソング                          |
| 2010年   |                                                                            |                                                                                      |                                                        |                                                           |
| 3月3日   | メンドク星マーチ                                                           | ケロロ小隊                                                                           | 「メンドク星マーチ」                                   | テレビアニメ『ケロロ軍曹』オープニングテーマ              |
| 3月24日  | 戦国無双3 閃・烈歌奥義                                                     | 真田幸村（草尾毅）                                                                   | 「明鏡止水 〜もののふが道〜」                          | ゲーム『戦国無双』イメージソング                          |
| 9月22日  | ドラゴンボール改 サウンドトラック3&ソングス                                | トランクス（草尾毅）                                                                 | 「たったひとりの戦士」                                 | テレビアニメ『ドラゴンボール改』挿入歌                    |
| 2011年   |                                                                            |                                                                                      |                                                        |                                                           |
| 5月25日  | 戦国無双3 Z 天・轟歌奥義                                                   | 真田幸村（草尾毅）                                                                   | 「青冥之鷹」                                           | ゲーム『戦国無双』イメージソング                          |
| 5月25日  | 戦国無双3 Z 天・轟歌奥義                                                   | 真田幸村（草尾毅）、石田三成（竹本英史）、直江兼続（高塚正也）                       | 「天晴!」                                              | ゲーム『戦国無双』イメージソング                          |
| 11月24日 | FabStyle オリジナルサウンドトラック                                        | ジョージ・ロジャーズ（草尾毅）                                                       | 「ユー・アー・オール・アイ・ニード」                   | ゲーム『FabStyle』イメージソング                          |
| 2012年   |                                                                            |                                                                                      |                                                        |                                                           |
| 9月8日   | VitaminZ Character Song CD 百歌繚乱 其の伍 〜上條/佐伯〜                   | 上條元親（草尾毅）                                                                   | 「夢現(LOVE) POTION」                                  | ゲーム『VitaminZ』イメージソング                          |
| 2013年   |                                                                            |                                                                                      |                                                        |                                                           |
| 3月27日  | 戦国無双 武将遊戯                                                          | 真田幸村（草尾毅）、石田三成（竹本英史）、直江兼続（高塚正也）                       | 「草枕之夢」                                           | ゲーム『戦国無双』イメージソング                          |
| 2014年   |                                                                            |                                                                                      |                                                        |                                                           |
| 3月8日   | 戦国無双 声優奥義 2014春 〜祝宴十年の祭〜 一騎当千                         | 真田幸村（草尾毅）、伊達政宗（檜山修之）、石田三成（竹本英史）、藤堂高虎（松風雅也） | 「一騎当千」                                           | 『戦国無双 声優奥義』イベントテーマソング                 |
| 2015年   |                                                                            |                                                                                      |                                                        |                                                           |
| 2月25日  | 戦国無双キャラクターソング 其ノ壱 真田幸村                                 | 真田幸村（草尾毅）                                                                   | 「桜ひとひら」                                         | テレビアニメ『戦国無双』イメージソング                    |
| 3月18日  | 戦国無双4 〜永遠の絆〜                                                     | 真田幸村（草尾毅）、石田三成（竹本英史）、直江兼続（高塚正也）                       | 「万世之絆」                                           | ゲーム『戦国無双』イメージソング                          |
| 2016年   |                                                                            |                                                                                      |                                                        |                                                           |
| 7月30日  | 戦国無双 声優奥義 2016 〜真田・夏の陣〜 赤備え天下一                       | 真田幸村（草尾毅） feat. 真田信之（小野大輔）                                        | 「赤備え天下一」                                       | ゲーム『戦国無双』イメージソング                          |
| 11月11日 | 戦国無双 声優奥義 2016 〜真田・夏の陣〜 GAMECITY先行豪華版                 | 真田幸村（草尾毅）、真田信之（小野大輔）、真田昌幸（三宅健太）                       | 「赤備え天下一 〜真田親子スペシャルバージョン〜」      | ゲーム『戦国無双』イメージソング                          |
| 12月21日 | 戦国無双 声優奥義 2016 〜真田・夏の陣〜 豪華版                             | 真田幸村（草尾毅）、真田信之（小野大輔）                                             | 「赤備え天下一 〜真田兄弟スペシャルバージョン〜」      | ゲーム『戦国無双』イメージソング                          |
| 2023年   |                                                                            |                                                                                      |                                                        |                                                           |
| 8月9日   | 今、歓声の中                                                               | 東 龍司（草尾毅）、ミハイル・マカローヴィチ・ニトリ（木内秀信）                      | 「Free! Character Song Mini Album Additional Edition」 | テレビアニメ『Free!』イメージソング                       |

#### その他参加作品
| 発売日   | 商品名                                                                          | 歌                                                                                   | 楽曲 | 備考                                                                            |
| 1988年   | 1988年                                                                          | 1988年                                                                               | 1988年 | 1988年                                                                          |
| -------- | ------------------------------------------------------------------------------- | ------------------------------------------------------------------------------------ | --- | ------------------------------------------------------------------------------- |
| 12月21日 | 鎧伝サムライトルーパー 君を眠らせない                                           | 草尾毅                                                                               | 「炎のソルジャー」 | テレビアニメ『鎧伝サムライトルーパー』イメージソング                            |
| 12月21日 | 鎧伝サムライトルーパー 君を眠らせない                                           | SAMURAI BOYS & GIRLS                                                                 | 「ミッドナイト・パーティー」 | テレビアニメ『鎧伝サムライトルーパー』イメージソング                            |
| 12月21日 | 鎧伝サムライトルーパー 君を眠らせない                                           | SAMURAI BOYS & GIRLS                                                                 | 「地図のない旅へ」 | テレビアニメ『鎧伝サムライトルーパー』イメージソング                            |
| 1989年   |                                                                                 |                                                                                      | |                                                                                 |
| 6月5日   | 鎧伝サムライトルーパー BEST FRIENDS                                             | 草尾毅                                                                               | 「Rainy Lazy Morning」 | テレビアニメ『鎧伝サムライトルーパー』イメージソング                            |
| 6月5日   | 鎧伝サムライトルーパー BEST FRIENDS                                             | SAMURAI BOYS & GIRLS                                                                 | 「レインボー・パラダイス」 | テレビアニメ『鎧伝サムライトルーパー』イメージソング                            |
| 6月5日   | 鎧伝サムライトルーパー BEST FRIENDS                                             | SAMURAI BOYS & GIRLS                                                                 | 「BEST FRIENDS」 | テレビアニメ『鎧伝サムライトルーパー』イメージソング                            |
| 9月5日   | 強殖装甲ガイバー SPECIAL                                                        | 草尾毅                                                                               | 「強殖装甲ガイバー」 「道標-異形の天使-」 | OVA『強殖装甲ガイバー』イメージソング                                           |
| 9月21日  | ドラマCD 天空伝サムライトルーパー                                               | 草尾毅、西村智博                                                                     | 「WONDER -時に投げる疑問符-」 | テレビアニメ『鎧伝サムライトルーパー』イメージソング                            |
| 11月21日 | MEGAZONE 23 VOCAL COLLECTION                                                    | 佐々木望、草尾毅                                                                     | 「ブレイクポイント」 | OVA『メガゾーン23 III』イメージソング                                           |
| 12月5日  | N.G.FIVE〜First & Final〜                                                       | N.G.FIVE                                                                             | 「JUMP WITH ME」 「太陽になれるまで」 「リフレイン」 「Wonderful Day」 |                                                                                 |
| 12月5日  | N.G.FIVE〜First & Final〜                                                       | 西村智博、草尾毅                                                                     | 「青春の殺人者」 |                                                                                 |
| 12月5日  | N.G.FIVE〜First & Final〜                                                       | 草尾毅                                                                               | 「永遠のスプリンター」 |                                                                                 |
| 1990年   |                                                                                 |                                                                                      | |                                                                                 |
| 2月5日   | 桃太郎伝説 夢しゃりばり                                                         | 中村大樹、草尾毅、竹村拓、西村智博                                                   | 「Let's 四天王鬼!」 | テレビアニメ『桃太郎伝説』イメージソング                                        |
| 3月16日  | ドラマCD 水滸伝サムライトルーパー                                               | 草尾毅                                                                               | 「風のJUNCTION」 | テレビアニメ『鎧伝サムライトルーパー』イメージソング                            |
| 5月21日  | NG騎士ラムネ&40 熱血!!勇者ラムネス                                              | 草尾毅、ポーン少年少女合唱団                                                         | 「熱血!!勇者ラムネス」 | テレビアニメ『NG騎士ラムネ&40』オープニングテーマ                               |
| 8月21日  | 桃太郎伝説 夢しゃりばりII、桃王                                                 | 横山智佐、草尾毅                                                                     | 「アラ、お子様恋愛モード」 | テレビアニメ『桃太郎伝説』イメージソング                                        |
| 8月21日  | 桃太郎伝説 夢しゃりばりII、桃王                                                 | 草尾毅、佐々木望、中村大樹、横山智佐、渡辺久美子                                     | 「桃戦士・ピーチマン!」 | テレビアニメ『桃太郎伝説』イメージソング                                        |
| 10月21日 | NG騎士ラムネ&40 めざせ!1番!!                                                    | 草尾毅、ラムネス応援隊                                                               | 「めざせ!1番!!」 | テレビアニメ『NG騎士ラムネ&40』オープニングテーマ                               |
| 11月5日  | NG騎士ラムネ&40 「俺は今猛烈に熱血しているっ!」                                 | 草尾毅                                                                               | 「闘え!!キングスカッシャー」 | テレビアニメ『NG騎士ラムネ&40』イメージソング                                   |
| 11月21日 | EVERYBODY'S CHRISTMAS                                                           | 草尾毅、横山智佐                                                                     | 「ずっとそばにいたい」 |                                                                                 |
| 11月21日 | EVERYBODY'S CHRISTMAS                                                           | フューチャーランド・スパークリング・アーティスツ                                     | 「EVERYBODY'S CHRISTMAS」 |                                                                                 |
| 11月21日 | RPG伝説ヘポイ カモン!ヘポイ                                                     | 草尾毅、久川綾、増田裕生                                                             | 「カモン!ヘポイ」 | テレビアニメ『RPG伝説ヘポイ』オープニングテーマ                                 |
| 11月21日 | PATHWAY FOR SANTA CLAUS 〜サンタがくれたおくりもの〜                            | 草尾毅                                                                               | 「星明りのDancin'」 |                                                                                 |
| 12月16日 | CONDITION GREEN SONG COLLECTION                                                 | 中村大樹、草尾毅、塩沢兼人                                                           | 「生還者」 | OVA『インフェリウス惑星戦史外伝 CONDITION GREEN』イメージソング                 |
| 12月16日 | CONDITION GREEN SONG COLLECTION                                                 | 草尾毅                                                                               | 「刹那の薔薇」 | OVA『インフェリウス惑星戦史外伝 CONDITION GREEN』イメージソング                 |
| 12月16日 | CONDITION GREEN SONG COLLECTION                                                 | 中村大樹、草尾毅、塩沢兼人、堀川亮、屋良有作                                         | 「きみへ」 | OVA『インフェリウス惑星戦史外伝 CONDITION GREEN』イメージソング                 |
| 1991年   |                                                                                 |                                                                                      | |                                                                                 |
| 1月21日  | Odyssey                                                                         | 草尾毅                                                                               | 「Odyssey」 「淡き光に」 | OVA『ロードス島戦記』イメージソング                                             |
| 1月21日  | 学園特警デュカリオン                                                            | 山口勝平、草尾毅                                                                     | 「学園特警デュカリオン」 「Dual Dynamic Duklyon!」 | ドラマCD『学園特警デュカリオン』イメージソング                                  |
| 2月1日   | 声優せれくしょん                                                                | 草尾毅                                                                               | 「Present For You」 |                                                                                 |
| 7月5日   | NG騎士ラムネ&40 EX ビクビクトライアングル 愛の嵐大作戦                          | 草尾毅、横山智佐、松井菜桜子、玉川紗己子                                             | 「イクぜ!パワートリップ!!」 | OVA『NG騎士ラムネ&40 EX ビクビクトライアングル 愛の嵐大作戦』オープニングテーマ |
| 9月5日   | NG騎士ラムネ&40 Tokyo LOVE Story                                                | 草尾毅、横山智佐                                                                     | 「ふたりぶんのPHOTOGRAPH」 | テレビアニメ『NG騎士ラムネ&40』イメージソング                                   |
| 9月21日  | 新撰組異聞 蒼き狼たちの神話1 天道                                               | 草尾毅                                                                               | 「天動」 | 『蒼き狼たちの神話』イメージソング                                              |
| 10月1日  | ゲッターロボ號 ヒット曲集                                                       | 草尾毅                                                                               | 「恋人と呼びたい」 | テレビアニメ『ゲッターロボ號』イメージソング                                    |
| 11月27日 | 今夜は絶対カーニバル!!                                                          | オルケスタ デル パララ パラダイス                                                    | 「お好きにパラダイス」 |                                                                                 |
| 11月27日 | 今夜は絶対カーニバル!!                                                          | 草尾毅                                                                               | 「夢のあとさき」 |                                                                                 |
| 1992年   |                                                                                 |                                                                                      | |                                                                                 |
| 1月21日  | NG騎士ラムネ&40 EX2 ユラユラ銀河帝国大混戦!                                     | 草尾毅                                                                               | 「Quo Vadis?〜何処へ〜」 | ラジオドラマ『NG騎士ラムネ&40EX2 ユラユラ銀河帝国大混戦!』オープニングテーマ    |
| 2月21日  | KNIGHT OF LODOSS〜風の歌〜                                                      | 草尾毅                                                                               | 「KNIGHT OF LODOSS〜風の歌〜」 「Odyssey(another version)」 | OVA『ロードス島戦記』イメージソング                                             |
| 2月25日  | バビル2世 オリジナル・サウンド・トラック I                                      | 草尾毅                                                                               | 「DESTINATION-約束の地へ-」 | OVA『バビル2世』イメージソング                                                  |
| 3月25日  | あしたへフリーキック GET MY GOAL                                                | 草尾毅                                                                               | 「GET MY GOAL」 | テレビアニメ『あしたへフリーキック』オープニングテーマ                          |
| 3月25日  | あしたへフリーキック GET MY GOAL                                                | 草尾毅                                                                               | 「明日はグッドラック」 | テレビアニメ『あしたへフリーキック』エンディングテーマ                          |
| 5月21日  | 超電動ロボ鉄人28号FX フューチャー・ヒーロー                                     | 金田探偵事務所                                                                       | 「僕らは冒険者」 | テレビアニメ『超電動ロボ 鉄人28号FX』エンディングテーマ                         |
| 6月21日  | スーパービックリマン スーパーフェニックス〜光の世界へ〜                         | 草尾毅                                                                               | 「スーパーフェニックス〜光の世界へ〜」 | テレビアニメ『スーパービックリマン』オープニングテーマ                          |
| 6月21日  | スーパービックリマン スーパーフェニックス〜光の世界へ〜                         | 草尾毅                                                                               | 「時の船」 | テレビアニメ『スーパービックリマン』エンディングテーマ                          |
| 6月24日  | 鉄人28号FX オリジナル・サウンドトラック                                         | 沼田祐介、草尾毅、立木文彦                                                           | 「進め正太郎」 | テレビアニメ『超電動ロボ 鉄人28号FX』イメージソング                             |
| 6月25日  | バビル2世 オリジナル・サウンド・トラック II                                     | 草尾毅                                                                               | 「夜明け前の戦場」 | OVA『バビル2世』イメージソング                                                  |
| 9月25日  | バビル2世 イメージアルバム                                                      | 草尾毅                                                                               | 「バイオレント・ブルー/蒼の閃光」 「涙なんか必要ない」 「NO SURRENDER」 | OVA『バビル2世』イメージソング                                                  |
| 9月30日  | あしたへフリーキック オリジナル・サウンド・トラック II                          | 草尾毅                                                                               | 「風にフォロースルー」 | テレビアニメ『あしたへフリーキック』イメージソング                              |
| 11月1日  | スーパービックリマン ヒット曲集                                                 | 草尾毅                                                                               | 「戦士として…」 「YOU'RE MY DREAM」 | テレビアニメ『スーパービックリマン』イメージソング                              |
| 11月1日  | スーパービックリマン ヒット曲集                                                 | 草尾毅、柏倉つとむ、山崎和佳奈、浦和めぐみ                                           | 「みんながいるから…」 | テレビアニメ『スーパービックリマン』イメージソング                              |
| 11月1日  | スーパービックリマン ヒット曲集                                                 | 草尾毅、山崎和佳奈                                                                   | 「既視感」 | テレビアニメ『スーパービックリマン』挿入歌                                      |
| 12月24日 | NG騎士ラムネ&40 俺は今猛烈に熱血歌合戦!!                                        | 草尾毅                                                                               | 「アドレナリンは最高潮!」 | テレビアニメ『NG騎士ラムネ&40』イメージソング                                   |
| 1993年   |                                                                                 |                                                                                      | |                                                                                 |
| 3月1日   | ビーロボカブタック 清く正しくカブタック                                         | 草尾毅                                                                               | 「清く正しくカブタック」 | 特撮テレビドラマ『ビーロボカブタック』オープニングテーマ                        |
| 5月21日  | NG騎士ラムネ&40 DX わくわく時空炎の海賊1                                        | 草尾毅、矢尾一樹                                                                     | 「飛び出せ!セーシュン」 | OVA『NG騎士ラムネ&40 DX ワクワク時空 炎の大捜査戦』オープニングテーマ           |
| 5月21日  | 新撰組異聞 蒼き狼たちの神話 音楽スペシャル 誠                                   | 草尾毅                                                                               | 「天動(Ver.1.3)」 | 『蒼き狼たちの神話』イメージソング                                              |
| 11月21日 | LEGEND OF CASSHAN 2                                                             | 草尾毅                                                                               | 「キャシャーン〜風の墓標（タケシ・クサオズ・ヴァージョン）」 | OVA『新造人間キャシャーン』イメージソング                                       |
| 1994年   |                                                                                 |                                                                                      | |                                                                                 |
| 9月21日  | 鬼切丸 オリジナル・サウンド・トラック                                           | 草尾毅                                                                               | 「闇を切れ!」 | OVA『鬼切丸』イメージソング                                                     |
| 9月21日  | 鬼切丸 オリジナル・サウンド・トラック                                           | 草尾毅                                                                               | 「終わりのない彷徨」 | OVA『鬼切丸』エンディングテーマ                                                 |
| 1995年   |                                                                                 |                                                                                      | |                                                                                 |
| 3月17日  | 瑠璃丸伝〜当世しのび草紙〜                                                      | 草尾毅                                                                               | 「FOR MYSELF(Album Version)」 | ドラマCD『瑠璃丸伝〜当世しのび草紙〜』オープニングテーマ                        |
| 1996年   |                                                                                 |                                                                                      | |                                                                                 |
| 5月22日  | VS騎士ラムネ&40炎 未来形アイドル                                                | 草尾毅、矢尾一樹                                                                     | 「行くぜ!カイゼルファイヤー」 | テレビアニメ『VS騎士ラムネ&40炎』イメージソング                                 |
| 11月25日 | PRETTY in WHITE〜声優達のクリスマス〜                                           | 草尾毅、林延年                                                                       | 「クリスマス・イブ」 |                                                                                 |
| 1997年   |                                                                                 |                                                                                      | |                                                                                 |
| 3月1日   | ビーロボカブタック 逆転ロックンロール!!                                         | 草尾毅                                                                               | 「逆転ロックンロール!!」 | 特撮テレビドラマ『ビーロボカブタック』エンディングテーマ                        |
| 6月21日  | ビーロボ カブタック ソングコレクション                                          | 草尾毅                                                                               | 「カブタック音頭」 「ビーロボはぼくらの仲間」 | 特撮テレビドラマ『ビーロボカブタック』挿入歌                                    |
| 6月21日  | ビーロボ カブタック ソングコレクション                                          | 草尾毅、二見一樹                                                                     | 「スーパーチェンジ!カブタック」 | 特撮テレビドラマ『ビーロボカブタック』挿入歌                                    |
| 1998年   |                                                                                 |                                                                                      | |                                                                                 |
| 8月22日  | PANGAEA                                                                         | 草尾毅                                                                               | 「Voice(in summer)」 | テレビアニメ『バンブー・ベアーズ』オープニングテーマ                            |
| 8月22日  | PANGAEA                                                                         | 草尾毅                                                                               | 「Voice(in winter)」 | テレビアニメ『バンブー・ベアーズ』イメージソング                                |
| 8月22日  |                                                                                 | 川上とも子、小杉十郎太、草尾毅、久川綾、三石琴乃、子安武人、渕崎ゆり子               | 「鳳学園校歌」 | ゲーム『少女革命ウテナ いつか革命される物語』オープニングテーマ                 |
| 1999年   |                                                                                 |                                                                                      | |                                                                                 |
| 2月17日  | TVドラマ・ボイスラッガー イメージソング集                                       | 草尾毅                                                                               | 「なんとなく覚えていて」 | 特撮ドラマ『ボイスラッガー』イメージソング                                      |
| 2月17日  | TVドラマ・ボイスラッガー イメージソング集                                       | 中川亜紀子、池澤春菜、草尾毅、関智一                                                 | 「ほえろ!ボイスラッガー」 「アメノチエガオエガオノチハレ」 | 特撮ドラマ『ボイスラッガー』イメージソング                                      |
| 12月18日 | Voice Festival 火の鳥〜鳳凰編〜                                                 | 増山江威子、草尾毅、緑川光、久川綾、國府田マリ子、大場真人、阪脩、田中一成、掛川裕彦 | 「命は永遠に」 | 漫画『火の鳥』イメージソング                                                    |
| 2003年   |                                                                                 |                                                                                      | |                                                                                 |
| 4月9日   | 萌えよ剣 ボーカル大全集                                                         | 笠原留美、草尾毅、中嶋聡彦                                                           | 「団結・つばめ組」 | ゲーム『機動新撰組 萌えよ剣』イメージソング                                     |
| 4月9日   | 萌えよ剣 ボーカル大全集                                                         | 草尾毅、中嶋聡彦                                                                     | 「ざんぎりロック」 | ゲーム『機動新撰組 萌えよ剣』イメージソング                                     |
| 7月2日   | D・N・ANGEL オリジナルサウンドトラック１                                        | 草尾毅                                                                               | 「楽園〜Fanatic〜」 | テレビアニメ『D・N・ANGEL』イメージソング                                       |
| 8月22日  | 幻想魔伝最遊記 VOCAL ALBUM Vol.3                                                | 草尾毅                                                                               | 「stiff breeze」 | テレビアニメ『幻想魔伝 最遊記』イメージソング                                   |
| 2004年   |                                                                                 |                                                                                      | |                                                                                 |
| 7月23日  | 最遊記RELOAD VOCAL ALBUM Vol.1                                                  | 草尾毅                                                                               | 「spirit」 | テレビアニメ『最遊記RELOAD』イメージソング                                      |
| 8月15日  | -EVOLVER- MUSIC FROM MOTION PICTURE                                             | 草尾毅                                                                               | 「Evolution Device」 | 特撮OV『イヴォルバー -EVOLVER-』オープニングテーマ                              |
| 11月25日 | 最遊記RELOAD VOCAL ALBUM Vol.2                                                  | 草尾毅                                                                               | 「brave soul」 | テレビアニメ『最遊記RELOAD』イメージソング                                      |
| 2006年   |                                                                                 |                                                                                      | |                                                                                 |
| 7月21日  | 最遊記RELOAD GUNLOCK VOCAL ALBUM VOLUME ONE                                     | 保志総一朗、草尾毅                                                                   | 「shout」 | テレビアニメ『最遊記RELOAD GUNLOCK』イメージソング                              |
| 2008年   |                                                                                 |                                                                                      | |                                                                                 |
| 1月23日  | 百歌声爛 -男性声優編II-                                                         | 草尾毅                                                                               | 「愛をとりもどせ!!」 「STILL TIME」 「グランプリの鷹」 「君が好きだと叫びたい」 「オレンジ・ミステリー」 「空手バカ一代」 「プリキュア5、スマイル go go!」 「背番号のないエース」 「魔女っ子メグちゃん」 「魔法戦隊マジレンジャー」 |                                                                                 |
| 2022年   |                                                                                 |                                                                                      | |                                                                                 |
| 12月23日 | サムライハート 〜2022〜                                                         | 草尾毅                                                                               | 「サムライハート 〜烈火〜」 |                                                                                 |
| 2024年   |                                                                                 |                                                                                      | |                                                                                 |
| 5月29日  | [Re:collection] HIT SONG cover series feat.voice actors 2 〜80's-90's EDITION〜 | 草尾毅                                                                               | 「道化師のソネット」 |                                                                                 |